# Llista d'asteroides (288001-289000)
Llista d'asteroides del 288.001 al 289.000, amb data de descoberta i descobridor. És un fragment de la llista d'asteroides completa. Als asteroides se'ls dona un número quan es confirma la seva òrbita, per tant apareixen llistats aproximadament segons la data de descobriment.

## 288001-288100
| Nom    | Designació provisional | Data de descobriment   | Lloc de descobriment | Descobridor/s            |
| ------ | ---------------------- | ---------------------- | -------------------- | ------------------------ |
| 288001 | 2003 UZ191             | 23 d'octubre de 2003   | Anderson Mesa        | LONEOS                   |
| 288002 | 2003 UH192             | 23 d'octubre de 2003   | Anderson Mesa        | LONEOS                   |
| 288003 | 2003 UJ195             | 20 d'octubre de 2003   | Kitt Peak            | Spacewatch               |
| 288004 | 2003 UF197             | 21 d'octubre de 2003   | Kitt Peak            | Spacewatch               |
| 288005 | 2003 UQ197             | 21 d'octubre de 2003   | Anderson Mesa        | LONEOS                   |
| 288006 | 2003 US200             | 21 d'octubre de 2003   | Socorro              | LINEAR                   |
| 288007 | 2003 UU201             | 21 d'octubre de 2003   | Socorro              | LINEAR                   |
| 288008 | 2003 UU203             | 21 d'octubre de 2003   | Kitt Peak            | Spacewatch               |
| 288009 | 2003 UY203             | 21 d'octubre de 2003   | Kitt Peak            | Spacewatch               |
| 288010 | 2003 UT204             | 22 d'octubre de 2003   | Kitt Peak            | Spacewatch               |
| 288011 | 2003 UH207             | 22 d'octubre de 2003   | Kitt Peak            | Spacewatch               |
| 288012 | 2003 UZ207             | 22 d'octubre de 2003   | Kitt Peak            | Spacewatch               |
| 288013 | 2003 UC210             | 23 d'octubre de 2003   | Anderson Mesa        | LONEOS                   |
| 288014 | 2003 UB211             | 23 d'octubre de 2003   | Kitt Peak            | Spacewatch               |
| 288015 | 2003 UC211             | 23 d'octubre de 2003   | Kitt Peak            | Spacewatch               |
| 288016 | 2003 UN213             | 24 d'octubre de 2003   | Socorro              | LINEAR                   |
| 288017 | 2003 UZ213             | 24 d'octubre de 2003   | Socorro              | LINEAR                   |
| 288018 | 2003 UX219             | 21 d'octubre de 2003   | Palomar              | NEAT                     |
| 288019 | 2003 UG221             | 22 d'octubre de 2003   | Kitt Peak            | Spacewatch               |
| 288020 | 2003 UH221             | 22 d'octubre de 2003   | Kitt Peak            | Spacewatch               |
| 288021 | 2003 UF226             | 22 d'octubre de 2003   | Socorro              | LINEAR                   |
| 288022 | 2003 UE227             | 23 d'octubre de 2003   | Kitt Peak            | Spacewatch               |
| 288023 | 2003 UD228             | 23 d'octubre de 2003   | Kitt Peak            | Spacewatch               |
| 288024 | 2003 UK228             | 23 d'octubre de 2003   | Anderson Mesa        | LONEOS                   |
| 288025 | 2003 UL228             | 23 d'octubre de 2003   | Anderson Mesa        | LONEOS                   |
| 288026 | 2003 UQ228             | 23 d'octubre de 2003   | Kitt Peak            | Spacewatch               |
| 288027 | 2003 UJ231             | 24 d'octubre de 2003   | Socorro              | LINEAR                   |
| 288028 | 2003 UG232             | 24 d'octubre de 2003   | Kitt Peak            | Spacewatch               |
| 288029 | 2003 UY235             | 22 d'octubre de 2003   | Kitt Peak            | Spacewatch               |
| 288030 | 2003 UZ238             | 24 d'octubre de 2003   | Socorro              | LINEAR                   |
| 288031 | 2003 UM239             | 24 d'octubre de 2003   | Socorro              | LINEAR                   |
| 288032 | 2003 UE241             | 24 d'octubre de 2003   | Kitt Peak            | Spacewatch               |
| 288033 | 2003 UB242             | 24 d'octubre de 2003   | Socorro              | LINEAR                   |
| 288034 | 2003 UN242             | 24 d'octubre de 2003   | Socorro              | LINEAR                   |
| 288035 | 2003 UH251             | 25 d'octubre de 2003   | Kitt Peak            | Spacewatch               |
| 288036 | 2003 UM256             | 25 d'octubre de 2003   | Socorro              | LINEAR                   |
| 288037 | 2003 UV256             | 25 d'octubre de 2003   | Socorro              | LINEAR                   |
| 288038 | 2003 UR259             | 25 d'octubre de 2003   | Socorro              | LINEAR                   |
| 288039 | 2003 UE262             | 26 d'octubre de 2003   | Kitt Peak            | Spacewatch               |
| 288040 | 2003 UW262             | 27 d'octubre de 2003   | Kitt Peak            | Spacewatch               |
| 288041 | 2003 UH263             | 27 d'octubre de 2003   | Anderson Mesa        | LONEOS                   |
| 288042 | 2003 UP267             | 28 d'octubre de 2003   | Socorro              | LINEAR                   |
| 288043 | 2003 UW269             | 24 d'octubre de 2003   | Bergisch Gladbac     | W. Bickel                |
| 288044 | 2003 UB271             | 17 d'octubre de 2003   | Palomar              | NEAT                     |
| 288045 | 2003 UC271             | 17 d'octubre de 2003   | Palomar              | NEAT                     |
| 288046 | 2003 UV271             | 28 d'octubre de 2003   | Socorro              | LINEAR                   |
| 288047 | 2003 UV276             | 30 d'octubre de 2003   | Socorro              | LINEAR                   |
| 288048 | 2003 UV279             | 27 d'octubre de 2003   | Kitt Peak            | Spacewatch               |
| 288049 | 2003 UE283             | 29 d'octubre de 2003   | Anderson Mesa        | LONEOS                   |
| 288050 | 2003 UD290             | 21 d'octubre de 2003   | Palomar              | NEAT                     |
| 288051 | 2003 UR290             | 23 d'octubre de 2003   | Kitt Peak            | Spacewatch               |
| 288052 | 2003 UN293             | 18 d'octubre de 2003   | Socorro              | LINEAR                   |
| 288053 | 2003 UC296             | 16 d'octubre de 2003   | Kitt Peak            | Spacewatch               |
| 288054 | 2003 UW299             | 16 d'octubre de 2003   | Palomar              | NEAT                     |
| 288055 | 2003 UW300             | 17 d'octubre de 2003   | Kitt Peak            | Spacewatch               |
| 288056 | 2003 UD304             | 17 d'octubre de 2003   | Kitt Peak            | Spacewatch               |
| 288057 | 2003 UA309             | 19 d'octubre de 2003   | Kitt Peak            | Spacewatch               |
| 288058 | 2003 UG309             | 19 d'octubre de 2003   | Kitt Peak            | Spacewatch               |
| 288059 | 2003 US314             | 29 d'octubre de 2003   | Anderson Mesa        | LONEOS                   |
| 288060 | 2003 UD319             | 20 d'octubre de 2003   | Socorro              | LINEAR                   |
| 288061 | 2003 UW319             | 21 d'octubre de 2003   | Anderson Mesa        | LONEOS                   |
| 288062 | 2003 UU325             | 17 d'octubre de 2003   | Apache Point         | Sloan Digital Sky Survey |
| 288063 | 2003 UH327             | 17 d'octubre de 2003   | Apache Point         | Sloan Digital Sky Survey |
| 288064 | 2003 UD343             | 19 d'octubre de 2003   | Kitt Peak            | Spacewatch               |
| 288065 | 2003 UE343             | 19 d'octubre de 2003   | Apache Point         | Sloan Digital Sky Survey |
| 288066 | 2003 UX349             | 19 d'octubre de 2003   | Apache Point         | Sloan Digital Sky Survey |
| 288067 | 2003 UX350             | 19 d'octubre de 2003   | Apache Point         | Sloan Digital Sky Survey |
| 288068 | 2003 UH357             | 19 d'octubre de 2003   | Kitt Peak            | Spacewatch               |
| 288069 | 2003 UQ358             | 19 d'octubre de 2003   | Kitt Peak            | Spacewatch               |
| 288070 | 2003 UO359             | 19 d'octubre de 2003   | Kitt Peak            | Spacewatch               |
| 288071 | 2003 UW380             | 22 d'octubre de 2003   | Apache Point         | Sloan Digital Sky Survey |
| 288072 | 2003 UJ398             | 22 d'octubre de 2003   | Apache Point         | Sloan Digital Sky Survey |
| 288073 | 2003 UZ404             | 23 d'octubre de 2003   | Apache Point         | Sloan Digital Sky Survey |
| 288074 | 2003 UU407             | 23 d'octubre de 2003   | Apache Point         | Sloan Digital Sky Survey |
| 288075 | 2003 UY412             | 23 d'octubre de 2003   | Kitt Peak            | Spacewatch               |
| 288076 | 2003 US414             | 18 d'octubre de 2003   | Kitt Peak            | Spacewatch               |
| 288077 | 2003 UZ414             | 19 d'octubre de 2003   | Apache Point         | Sloan Digital Sky Survey |
| 288078 | 2003 VG2               | 4 de novembre de 2003  | Socorro              | LINEAR                   |
| 288079 | 2003 VV5               | 15 de novembre de 2003 | Kitt Peak            | Spacewatch               |
| 288080 | 2003 VR6               | 15 de novembre de 2003 | Kitt Peak            | Spacewatch               |
| 288081 | 2003 VJ7               | 15 de novembre de 2003 | Kitt Peak            | Spacewatch               |
| 288082 | 2003 VN9               | 15 de novembre de 2003 | Palomar              | NEAT                     |
| 288083 | 2003 VS9               | 15 de novembre de 2003 | Palomar              | NEAT                     |
| 288084 | 2003 VX10              | 15 de novembre de 2003 | Palomar              | NEAT                     |
| 288085 | 2003 VN11              | 15 de novembre de 2003 | Palomar              | NEAT                     |
| 288086 | 2003 WT2               | 17 de novembre de 2003 | Catalina             | CSS                      |
| 288087 | 2003 WH5               | 16 de novembre de 2003 | Kitt Peak            | Spacewatch               |
| 288088 | 2003 WB6               | 18 de novembre de 2003 | Palomar              | NEAT                     |
| 288089 | 2003 WP6               | 16 de novembre de 2003 | Kitt Peak            | Spacewatch               |
| 288090 | 2003 WE7               | 18 de novembre de 2003 | Socorro              | LINEAR                   |
| 288091 | 2003 WW8               | 16 de novembre de 2003 | Kitt Peak            | Spacewatch               |
| 288092 | 2003 WJ9               | 18 de novembre de 2003 | Kitt Peak            | Spacewatch               |
| 288093 | 2003 WK13              | 16 de novembre de 2003 | Kitt Peak            | Spacewatch               |
| 288094 | 2003 WT13              | 16 de novembre de 2003 | Kitt Peak            | Spacewatch               |
| 288095 | 2003 WD18              | 19 de novembre de 2003 | Palomar              | NEAT                     |
| 288096 | 2003 WD19              | 19 de novembre de 2003 | Socorro              | LINEAR                   |
| 288097 | 2003 WE19              | 19 de novembre de 2003 | Socorro              | LINEAR                   |
| 288098 | 2003 WR23              | 18 de novembre de 2003 | Kitt Peak            | Spacewatch               |
| 288099 | 2003 WE25              | 18 de novembre de 2003 | Kitt Peak            | Spacewatch               |
| 288100 | 2003 WJ25              | 18 de novembre de 2003 | Kitt Peak            | Spacewatch               |

## 288101-288200
| Nom    | Designació provisional | Data de descobriment   | Lloc de descobriment | Descobridor/s  |
| ------ | ---------------------- | ---------------------- | -------------------- | -------------- |
| 288101 | 2003 WS26              | 20 de novembre de 2003 | Socorro              | LINEAR         |
| 288102 | 2003 WW33              | 19 de novembre de 2003 | Catalina             | CSS            |
| 288103 | 2003 WY34              | 19 de novembre de 2003 | Kitt Peak            | Spacewatch     |
| 288104 | 2003 WK38              | 19 de novembre de 2003 | Socorro              | LINEAR         |
| 288105 | 2003 WG40              | 19 de novembre de 2003 | Kitt Peak            | Spacewatch     |
| 288106 | 2003 WP46              | 18 de novembre de 2003 | Palomar              | NEAT           |
| 288107 | 2003 WS49              | 19 de novembre de 2003 | Socorro              | LINEAR         |
| 288108 | 2003 WB50              | 19 de novembre de 2003 | Socorro              | LINEAR         |
| 288109 | 2003 WG50              | 19 de novembre de 2003 | Socorro              | LINEAR         |
| 288110 | 2003 WT56              | 21 de novembre de 2003 | Socorro              | LINEAR         |
| 288111 | 2003 WX58              | 18 de novembre de 2003 | Kitt Peak            | Spacewatch     |
| 288112 | 2003 WA60              | 18 de novembre de 2003 | Palomar              | NEAT           |
| 288113 | 2003 WC62              | 19 de novembre de 2003 | Kitt Peak            | Spacewatch     |
| 288114 | 2003 WP62              | 19 de novembre de 2003 | Kitt Peak            | Spacewatch     |
| 288115 | 2003 WY62              | 19 de novembre de 2003 | Kitt Peak            | Spacewatch     |
| 288116 | 2003 WP65              | 19 de novembre de 2003 | Kitt Peak            | Spacewatch     |
| 288117 | 2003 WD67              | 19 de novembre de 2003 | Kitt Peak            | Spacewatch     |
| 288118 | 2003 WE67              | 19 de novembre de 2003 | Kitt Peak            | Spacewatch     |
| 288119 | 2003 WR67              | 19 de novembre de 2003 | Kitt Peak            | Spacewatch     |
| 288120 | 2003 WL68              | 19 de novembre de 2003 | Kitt Peak            | Spacewatch     |
| 288121 | 2003 WS68              | 19 de novembre de 2003 | Kitt Peak            | Spacewatch     |
| 288122 | 2003 WY68              | 19 de novembre de 2003 | Kitt Peak            | Spacewatch     |
| 288123 | 2003 WT71              | 20 de novembre de 2003 | Socorro              | LINEAR         |
| 288124 | 2003 WX71              | 20 de novembre de 2003 | Socorro              | LINEAR         |
| 288125 | 2003 WT76              | 19 de novembre de 2003 | Kitt Peak            | Spacewatch     |
| 288126 | 2003 WV76              | 19 de novembre de 2003 | Kitt Peak            | Spacewatch     |
| 288127 | 2003 WH77              | 19 de novembre de 2003 | Kitt Peak            | Spacewatch     |
| 288128 | 2003 WN78              | 20 de novembre de 2003 | Socorro              | LINEAR         |
| 288129 | 2003 WO79              | 20 de novembre de 2003 | Socorro              | LINEAR         |
| 288130 | 2003 WM80              | 20 de novembre de 2003 | Socorro              | LINEAR         |
| 288131 | 2003 WY81              | 19 de novembre de 2003 | Socorro              | LINEAR         |
| 288132 | 2003 WO84              | 19 de novembre de 2003 | Socorro              | LINEAR         |
| 288133 | 2003 WA85              | 20 de novembre de 2003 | Kitt Peak            | Spacewatch     |
| 288134 | 2003 WJ92              | 18 de novembre de 2003 | Palomar              | NEAT           |
| 288135 | 2003 WZ93              | 19 de novembre de 2003 | Anderson Mesa        | LONEOS         |
| 288136 | 2003 WT95              | 19 de novembre de 2003 | Anderson Mesa        | LONEOS         |
| 288137 | 2003 WY95              | 19 de novembre de 2003 | Anderson Mesa        | LONEOS         |
| 288138 | 2003 WM96              | 19 de novembre de 2003 | Anderson Mesa        | LONEOS         |
| 288139 | 2003 WH99              | 20 de novembre de 2003 | Socorro              | LINEAR         |
| 288140 | 2003 WD101             | 21 de novembre de 2003 | Socorro              | LINEAR         |
| 288141 | 2003 WQ101             | 21 de novembre de 2003 | Catalina             | CSS            |
| 288142 | 2003 WK102             | 21 de novembre de 2003 | Socorro              | LINEAR         |
| 288143 | 2003 WU102             | 21 de novembre de 2003 | Socorro              | LINEAR         |
| 288144 | 2003 WE103             | 21 de novembre de 2003 | Socorro              | LINEAR         |
| 288145 | 2003 WQ103             | 21 de novembre de 2003 | Socorro              | LINEAR         |
| 288146 | 2003 WN104             | 21 de novembre de 2003 | Socorro              | LINEAR         |
| 288147 | 2003 WR108             | 20 de novembre de 2003 | Socorro              | LINEAR         |
| 288148 | 2003 WT113             | 20 de novembre de 2003 | Socorro              | LINEAR         |
| 288149 | 2003 WA117             | 20 de novembre de 2003 | Socorro              | LINEAR         |
| 288150 | 2003 WQ118             | 20 de novembre de 2003 | Socorro              | LINEAR         |
| 288151 | 2003 WM123             | 20 de novembre de 2003 | Socorro              | LINEAR         |
| 288152 | 2003 WS124             | 20 de novembre de 2003 | Socorro              | LINEAR         |
| 288153 | 2003 WD125             | 20 de novembre de 2003 | Socorro              | LINEAR         |
| 288154 | 2003 WX127             | 20 de novembre de 2003 | Socorro              | LINEAR         |
| 288155 | 2003 WJ128             | 21 de novembre de 2003 | Kitt Peak            | Spacewatch     |
| 288156 | 2003 WM128             | 21 de novembre de 2003 | Kitt Peak            | Spacewatch     |
| 288157 | 2003 WZ128             | 21 de novembre de 2003 | Kitt Peak            | Spacewatch     |
| 288158 | 2003 WD130             | 21 de novembre de 2003 | Socorro              | LINEAR         |
| 288159 | 2003 WK134             | 21 de novembre de 2003 | Socorro              | LINEAR         |
| 288160 | 2003 WQ135             | 21 de novembre de 2003 | Socorro              | LINEAR         |
| 288161 | 2003 WE137             | 21 de novembre de 2003 | Socorro              | LINEAR         |
| 288162 | 2003 WV142             | 23 de novembre de 2003 | Socorro              | LINEAR         |
| 288163 | 2003 WN149             | 24 de novembre de 2003 | Palomar              | NEAT           |
| 288164 | 2003 WY149             | 24 de novembre de 2003 | Anderson Mesa        | LONEOS         |
| 288165 | 2003 WG150             | 24 de novembre de 2003 | Anderson Mesa        | LONEOS         |
| 288166 | 2003 WO153             | 26 de novembre de 2003 | Anderson Mesa        | LONEOS         |
| 288167 | 2003 WV154             | 26 de novembre de 2003 | Kitt Peak            | Spacewatch     |
| 288168 | 2003 WR155             | 26 de novembre de 2003 | Kitt Peak            | Spacewatch     |
| 288169 | 2003 WM156             | 29 de novembre de 2003 | Socorro              | LINEAR         |
| 288170 | 2003 WP161             | 30 de novembre de 2003 | Socorro              | LINEAR         |
| 288171 | 2003 WA164             | 30 de novembre de 2003 | Kitt Peak            | Spacewatch     |
| 288172 | 2003 WY164             | 30 de novembre de 2003 | Kitt Peak            | Spacewatch     |
| 288173 | 2003 WE165             | 30 de novembre de 2003 | Kitt Peak            | Spacewatch     |
| 288174 | 2003 WQ168             | 19 de novembre de 2003 | Catalina             | CSS            |
| 288175 | 2003 WT179             | 20 de novembre de 2003 | Kitt Peak            | M. W. Buie     |
| 288176 | 2003 WG180             | 20 de novembre de 2003 | Kitt Peak            | M. W. Buie     |
| 288177 | 2003 WO189             | 20 de novembre de 2003 | Palomar              | NEAT           |
| 288178 | 2003 WP189             | 21 de novembre de 2003 | Palomar              | NEAT           |
| 288179 | 2003 WR190             | 29 de novembre de 2003 | Socorro              | LINEAR         |
| 288180 | 2003 WL192             | 20 de novembre de 2003 | Kitt Peak            | Spacewatch     |
| 288181 | 2003 WB193             | 24 de novembre de 2003 | Socorro              | LINEAR         |
| 288182 | 2003 WS193             | 19 de novembre de 2003 | Anderson Mesa        | LONEOS         |
| 288183 | 2003 WW193             | 24 de novembre de 2003 | Kitt Peak            | Spacewatch     |
| 288184 | 2003 XO                | 1 de desembre de 2003  | Socorro              | LINEAR         |
| 288185 | 2003 XA3               | 1 de desembre de 2003  | Socorro              | LINEAR         |
| 288186 | 2003 XC5               | 1 de desembre de 2003  | Socorro              | LINEAR         |
| 288187 | 2003 XY6               | 3 de desembre de 2003  | Anderson Mesa        | LONEOS         |
| 288188 | 2003 XX10              | 11 de desembre de 2003 | Socorro              | LINEAR         |
| 288189 | 2003 XK12              | 14 de desembre de 2003 | Palomar              | NEAT           |
| 288190 | 2003 XA13              | 12 de desembre de 2003 | Palomar              | NEAT           |
| 288191 | 2003 XB13              | 14 de desembre de 2003 | Kitt Peak            | Spacewatch     |
| 288192 | 2003 XA14              | 15 de desembre de 2003 | Kitt Peak            | Spacewatch     |
| 288193 | 2003 XZ17              | 14 de desembre de 2003 | Kitt Peak            | Spacewatch     |
| 288194 | 2003 XY20              | 14 de desembre de 2003 | Kitt Peak            | Spacewatch     |
| 288195 | 2003 XF31              | 1 de desembre de 2003  | Kitt Peak            | Spacewatch     |
| 288196 | 2003 XD34              | 1 de desembre de 2003  | Kitt Peak            | Spacewatch     |
| 288197 | 2003 XX40              | 14 de desembre de 2003 | Kitt Peak            | Spacewatch     |
| 288198 | 2003 YX2               | 18 de desembre de 2003 | Desert Eagle         | W. K. Y. Yeung |
| 288199 | 2003 YL3               | 19 de desembre de 2003 | Kingsnake            | J. V. McClusky |
| 288200 | 2003 YZ3               | 16 de desembre de 2003 | Catalina             | CSS            |

## 288201-288300
| Nom    | Designació provisional | Data de descobriment   | Lloc de descobriment | Descobridor/s |
| ------ | ---------------------- | ---------------------- | -------------------- | ------------- |
| 288201 | 2003 YK9               | 16 de desembre de 2003 | Anderson Mesa        | LONEOS        |
| 288202 | 2003 YS10              | 17 de desembre de 2003 | Socorro              | LINEAR        |
| 288203 | 2003 YF11              | 17 de desembre de 2003 | Socorro              | LINEAR        |
| 288204 | 2003 YM12              | 17 de desembre de 2003 | Socorro              | LINEAR        |
| 288205 | 2003 YS13              | 17 de desembre de 2003 | Anderson Mesa        | LONEOS        |
| 288206 | 2003 YN19              | 17 de desembre de 2003 | Kitt Peak            | Spacewatch    |
| 288207 | 2003 YK25              | 18 de desembre de 2003 | Socorro              | LINEAR        |
| 288208 | 2003 YN25              | 18 de desembre de 2003 | Socorro              | LINEAR        |
| 288209 | 2003 YM29              | 17 de desembre de 2003 | Kitt Peak            | Spacewatch    |
| 288210 | 2003 YF30              | 18 de desembre de 2003 | Socorro              | LINEAR        |
| 288211 | 2003 YR30              | 18 de desembre de 2003 | Socorro              | LINEAR        |
| 288212 | 2003 YL31              | 18 de desembre de 2003 | Socorro              | LINEAR        |
| 288213 | 2003 YE34              | 17 de desembre de 2003 | Kitt Peak            | Spacewatch    |
| 288214 | 2003 YJ34              | 17 de desembre de 2003 | Kitt Peak            | Spacewatch    |
| 288215 | 2003 YV37              | 18 de desembre de 2003 | Socorro              | LINEAR        |
| 288216 | 2003 YJ41              | 19 de desembre de 2003 | Kitt Peak            | Spacewatch    |
| 288217 | 2003 YK41              | 19 de desembre de 2003 | Kitt Peak            | Spacewatch    |
| 288218 | 2003 YC42              | 19 de desembre de 2003 | Kitt Peak            | Spacewatch    |
| 288219 | 2003 YP44              | 19 de desembre de 2003 | Kitt Peak            | Spacewatch    |
| 288220 | 2003 YX44              | 20 de desembre de 2003 | Socorro              | LINEAR        |
| 288221 | 2003 YK45              | 17 de desembre de 2003 | Kitt Peak            | Spacewatch    |
| 288222 | 2003 YK55              | 19 de desembre de 2003 | Socorro              | LINEAR        |
| 288223 | 2003 YW58              | 19 de desembre de 2003 | Socorro              | LINEAR        |
| 288224 | 2003 YV59              | 19 de desembre de 2003 | Kitt Peak            | Spacewatch    |
| 288225 | 2003 YA63              | 19 de desembre de 2003 | Socorro              | LINEAR        |
| 288226 | 2003 YL67              | 19 de desembre de 2003 | Kitt Peak            | Spacewatch    |
| 288227 | 2003 YA68              | 19 de desembre de 2003 | Kitt Peak            | Spacewatch    |
| 288228 | 2003 YR69              | 21 de desembre de 2003 | Kitt Peak            | Spacewatch    |
| 288229 | 2003 YV69              | 21 de desembre de 2003 | Kitt Peak            | Spacewatch    |
| 288230 | 2003 YH71              | 18 de desembre de 2003 | Socorro              | LINEAR        |
| 288231 | 2003 YR71              | 18 de desembre de 2003 | Socorro              | LINEAR        |
| 288232 | 2003 YY71              | 18 de desembre de 2003 | Socorro              | LINEAR        |
| 288233 | 2003 YD72              | 18 de desembre de 2003 | Socorro              | LINEAR        |
| 288234 | 2003 YJ78              | 18 de desembre de 2003 | Socorro              | LINEAR        |
| 288235 | 2003 YJ79              | 18 de desembre de 2003 | Socorro              | LINEAR        |
| 288236 | 2003 YS79              | 18 de desembre de 2003 | Socorro              | LINEAR        |
| 288237 | 2003 YN82              | 18 de desembre de 2003 | Socorro              | LINEAR        |
| 288238 | 2003 YK89              | 19 de desembre de 2003 | Socorro              | LINEAR        |
| 288239 | 2003 YQ91              | 20 de desembre de 2003 | Socorro              | LINEAR        |
| 288240 | 2003 YD94              | 21 de desembre de 2003 | Kitt Peak            | Spacewatch    |
| 288241 | 2003 YL94              | 22 de desembre de 2003 | Socorro              | LINEAR        |
| 288242 | 2003 YT98              | 19 de desembre de 2003 | Socorro              | LINEAR        |
| 288243 | 2003 YP100             | 19 de desembre de 2003 | Socorro              | LINEAR        |
| 288244 | 2003 YY100             | 19 de desembre de 2003 | Socorro              | LINEAR        |
| 288245 | 2003 YW102             | 19 de desembre de 2003 | Socorro              | LINEAR        |
| 288246 | 2003 YK105             | 22 de desembre de 2003 | Socorro              | LINEAR        |
| 288247 | 2003 YD112             | 23 de desembre de 2003 | Socorro              | LINEAR        |
| 288248 | 2003 YO113             | 23 de desembre de 2003 | Socorro              | LINEAR        |
| 288249 | 2003 YP113             | 23 de desembre de 2003 | Socorro              | LINEAR        |
| 288250 | 2003 YY118             | 27 de desembre de 2003 | Kitt Peak            | Spacewatch    |
| 288251 | 2003 YJ119             | 27 de desembre de 2003 | Socorro              | LINEAR        |
| 288252 | 2003 YB121             | 27 de desembre de 2003 | Socorro              | LINEAR        |
| 288253 | 2003 YX122             | 27 de desembre de 2003 | Socorro              | LINEAR        |
| 288254 | 2003 YV124             | 29 de desembre de 2003 | Socorro              | LINEAR        |
| 288255 | 2003 YU126             | 27 de desembre de 2003 | Socorro              | LINEAR        |
| 288256 | 2003 YN127             | 27 de desembre de 2003 | Socorro              | LINEAR        |
| 288257 | 2003 YC129             | 27 de desembre de 2003 | Socorro              | LINEAR        |
| 288258 | 2003 YA136             | 28 de desembre de 2003 | Kitt Peak            | Spacewatch    |
| 288259 | 2003 YL137             | 27 de desembre de 2003 | Socorro              | LINEAR        |
| 288260 | 2003 YF138             | 27 de desembre de 2003 | Socorro              | LINEAR        |
| 288261 | 2003 YC142             | 28 de desembre de 2003 | Socorro              | LINEAR        |
| 288262 | 2003 YZ142             | 28 de desembre de 2003 | Socorro              | LINEAR        |
| 288263 | 2003 YG145             | 28 de desembre de 2003 | Socorro              | LINEAR        |
| 288264 | 2003 YL145             | 28 de desembre de 2003 | Socorro              | LINEAR        |
| 288265 | 2003 YR150             | 29 de desembre de 2003 | Catalina             | CSS           |
| 288266 | 2003 YH154             | 29 de desembre de 2003 | Socorro              | LINEAR        |
| 288267 | 2003 YP155             | 23 de desembre de 2003 | Socorro              | LINEAR        |
| 288268 | 2003 YH157             | 16 de desembre de 2003 | Kitt Peak            | Spacewatch    |
| 288269 | 2003 YC158             | 17 de desembre de 2003 | Socorro              | LINEAR        |
| 288270 | 2003 YD161             | 17 de desembre de 2003 | Kitt Peak            | Spacewatch    |
| 288271 | 2003 YD163             | 17 de desembre de 2003 | Socorro              | LINEAR        |
| 288272 | 2003 YN163             | 17 de desembre de 2003 | Kitt Peak            | Spacewatch    |
| 288273 | 2003 YV163             | 17 de desembre de 2003 | Kitt Peak            | Spacewatch    |
| 288274 | 2003 YH167             | 17 de desembre de 2003 | Kitt Peak            | Spacewatch    |
| 288275 | 2003 YS169             | 18 de desembre de 2003 | Socorro              | LINEAR        |
| 288276 | 2003 YC172             | 18 de desembre de 2003 | Kitt Peak            | Spacewatch    |
| 288277 | 2003 YD172             | 18 de desembre de 2003 | Kitt Peak            | Spacewatch    |
| 288278 | 2003 YJ173             | 19 de desembre de 2003 | Kitt Peak            | Spacewatch    |
| 288279 | 2004 AX                | 12 de gener de 2004    | Palomar              | NEAT          |
| 288280 | 2004 AA2               | 13 de gener de 2004    | Anderson Mesa        | LONEOS        |
| 288281 | 2004 AE2               | 13 de gener de 2004    | Anderson Mesa        | LONEOS        |
| 288282 | 2004 AH4               | 15 de gener de 2004    | Kitt Peak            | Spacewatch    |
| 288283 | 2004 AF10              | 15 de gener de 2004    | Kitt Peak            | Spacewatch    |
| 288284 | 2004 AM10              | 15 de gener de 2004    | Kitt Peak            | Spacewatch    |
| 288285 | 2004 AZ11              | 13 de gener de 2004    | Anderson Mesa        | LONEOS        |
| 288286 | 2004 AT12              | 13 de gener de 2004    | Kitt Peak            | Spacewatch    |
| 288287 | 2004 AB13              | 13 de gener de 2004    | Kitt Peak            | Spacewatch    |
| 288288 | 2004 AO19              | 15 de gener de 2004    | Kitt Peak            | Spacewatch    |
| 288289 | 2004 AM20              | 15 de gener de 2004    | Kitt Peak            | Spacewatch    |
| 288290 | 2004 AG21              | 15 de gener de 2004    | Kitt Peak            | Spacewatch    |
| 288291 | 2004 AL22              | 15 de gener de 2004    | Kitt Peak            | Spacewatch    |
| 288292 | 2004 AF24              | 15 de gener de 2004    | Kitt Peak            | Spacewatch    |
| 288293 | 2004 AC25              | 15 de gener de 2004    | Kitt Peak            | Spacewatch    |
| 288294 | 2004 BY                | 16 de gener de 2004    | Kitt Peak            | Spacewatch    |
| 288295 | 2004 BU5               | 16 de gener de 2004    | Kitt Peak            | Spacewatch    |
| 288296 | 2004 BD6               | 16 de gener de 2004    | Kitt Peak            | Spacewatch    |
| 288297 | 2004 BD8               | 17 de gener de 2004    | Kitt Peak            | Spacewatch    |
| 288298 | 2004 BE10              | 16 de gener de 2004    | Palomar              | NEAT          |
| 288299 | 2004 BB11              | 16 de gener de 2004    | Palomar              | NEAT          |
| 288300 | 2004 BF14              | 17 de gener de 2004    | Haleakala            | NEAT          |

## 288301-288400
| Nom    | Designació provisional | Data de descobriment | Lloc de descobriment | Descobridor/s |
| ------ | ---------------------- | -------------------- | -------------------- | ------------- |
| 288301 | 2004 BF16              | 18 de gener de 2004  | Palomar              | NEAT          |
| 288302 | 2004 BU20              | 16 de gener de 2004  | Kitt Peak            | Spacewatch    |
| 288303 | 2004 BP21              | 18 de gener de 2004  | Palomar              | NEAT          |
| 288304 | 2004 BS22              | 17 de gener de 2004  | Palomar              | NEAT          |
| 288305 | 2004 BE23              | 17 de gener de 2004  | Haleakala            | NEAT          |
| 288306 | 2004 BZ25              | 18 de gener de 2004  | Needville            | J. Dellinger  |
| 288307 | 2004 BY31              | 19 de gener de 2004  | Anderson Mesa        | LONEOS        |
| 288308 | 2004 BX32              | 19 de gener de 2004  | Kitt Peak            | Spacewatch    |
| 288309 | 2004 BJ33              | 19 de gener de 2004  | Kitt Peak            | Spacewatch    |
| 288310 | 2004 BX33              | 19 de gener de 2004  | Kitt Peak            | Spacewatch    |
| 288311 | 2004 BV34              | 19 de gener de 2004  | Kitt Peak            | Spacewatch    |
| 288312 | 2004 BO35              | 19 de gener de 2004  | Kitt Peak            | Spacewatch    |
| 288313 | 2004 BC36              | 19 de gener de 2004  | Kitt Peak            | Spacewatch    |
| 288314 | 2004 BS36              | 19 de gener de 2004  | Kitt Peak            | Spacewatch    |
| 288315 | 2004 BM37              | 19 de gener de 2004  | Kitt Peak            | Spacewatch    |
| 288316 | 2004 BH39              | 21 de gener de 2004  | Socorro              | LINEAR        |
| 288317 | 2004 BO47              | 21 de gener de 2004  | Socorro              | LINEAR        |
| 288318 | 2004 BF49              | 21 de gener de 2004  | Socorro              | LINEAR        |
| 288319 | 2004 BK51              | 21 de gener de 2004  | Socorro              | LINEAR        |
| 288320 | 2004 BT51              | 21 de gener de 2004  | Socorro              | LINEAR        |
| 288321 | 2004 BM53              | 22 de gener de 2004  | Socorro              | LINEAR        |
| 288322 | 2004 BU53              | 22 de gener de 2004  | Socorro              | LINEAR        |
| 288323 | 2004 BY54              | 22 de gener de 2004  | Socorro              | LINEAR        |
| 288324 | 2004 BS58              | 24 de gener de 2004  | Socorro              | LINEAR        |
| 288325 | 2004 BB61              | 21 de gener de 2004  | Socorro              | LINEAR        |
| 288326 | 2004 BF61              | 21 de gener de 2004  | Socorro              | LINEAR        |
| 288327 | 2004 BG62              | 22 de gener de 2004  | Socorro              | LINEAR        |
| 288328 | 2004 BO65              | 22 de gener de 2004  | Socorro              | LINEAR        |
| 288329 | 2004 BS66              | 22 de gener de 2004  | Socorro              | LINEAR        |
| 288330 | 2004 BL67              | 24 de gener de 2004  | Socorro              | LINEAR        |
| 288331 | 2004 BJ68              | 16 de gener de 2004  | Palomar              | NEAT          |
| 288332 | 2004 BB70              | 22 de gener de 2004  | Socorro              | LINEAR        |
| 288333 | 2004 BG75              | 22 de gener de 2004  | Socorro              | LINEAR        |
| 288334 | 2004 BX78              | 22 de gener de 2004  | Socorro              | LINEAR        |
| 288335 | 2004 BH80              | 24 de gener de 2004  | Socorro              | LINEAR        |
| 288336 | 2004 BT80              | 24 de gener de 2004  | Socorro              | LINEAR        |
| 288337 | 2004 BG88              | 23 de gener de 2004  | Socorro              | LINEAR        |
| 288338 | 2004 BW89              | 23 de gener de 2004  | Socorro              | LINEAR        |
| 288339 | 2004 BD95              | 28 de gener de 2004  | Socorro              | LINEAR        |
| 288340 | 2004 BZ97              | 27 de gener de 2004  | Kitt Peak            | Spacewatch    |
| 288341 | 2004 BX99              | 27 de gener de 2004  | Kitt Peak            | Spacewatch    |
| 288342 | 2004 BT103             | 23 de gener de 2004  | Socorro              | LINEAR        |
| 288343 | 2004 BG114             | 29 de gener de 2004  | Catalina             | CSS           |
| 288344 | 2004 BH117             | 28 de gener de 2004  | Catalina             | CSS           |
| 288345 | 2004 BA120             | 30 de gener de 2004  | Catalina             | CSS           |
| 288346 | 2004 BO124             | 16 de gener de 2004  | Palomar              | NEAT          |
| 288347 | 2004 BS129             | 16 de gener de 2004  | Kitt Peak            | Spacewatch    |
| 288348 | 2004 BD132             | 16 de gener de 2004  | Kitt Peak            | Spacewatch    |
| 288349 | 2004 BM132             | 17 de gener de 2004  | Palomar              | NEAT          |
| 288350 | 2004 BQ136             | 19 de gener de 2004  | Kitt Peak            | Spacewatch    |
| 288351 | 2004 BO145             | 19 de gener de 2004  | Kitt Peak            | Spacewatch    |
| 288352 | 2004 BW145             | 21 de gener de 2004  | Socorro              | LINEAR        |
| 288353 | 2004 BO146             | 22 de gener de 2004  | Socorro              | LINEAR        |
| 288354 | 2004 BP146             | 22 de gener de 2004  | Socorro              | LINEAR        |
| 288355 | 2004 BX147             | 16 de gener de 2004  | Palomar              | NEAT          |
| 288356 | 2004 BB154             | 28 de gener de 2004  | Kitt Peak            | Spacewatch    |
| 288357 | 2004 BO154             | 28 de gener de 2004  | Kitt Peak            | Spacewatch    |
| 288358 | 2004 CF1               | 2 de febrer de 2004  | Socorro              | LINEAR        |
| 288359 | 2004 CN5               | 10 de febrer de 2004 | Palomar              | NEAT          |
| 288360 | 2004 CF10              | 11 de febrer de 2004 | Kitt Peak            | Spacewatch    |
| 288361 | 2004 CD11              | 11 de febrer de 2004 | Palomar              | NEAT          |
| 288362 | 2004 CK11              | 11 de febrer de 2004 | Palomar              | NEAT          |
| 288363 | 2004 CN11              | 11 de febrer de 2004 | Palomar              | NEAT          |
| 288364 | 2004 CR11              | 11 de febrer de 2004 | Palomar              | NEAT          |
| 288365 | 2004 CH13              | 11 de febrer de 2004 | Palomar              | NEAT          |
| 288366 | 2004 CB15              | 11 de febrer de 2004 | Kitt Peak            | Spacewatch    |
| 288367 | 2004 CJ17              | 11 de febrer de 2004 | Palomar              | NEAT          |
| 288368 | 2004 CG18              | 10 de febrer de 2004 | Catalina             | CSS           |
| 288369 | 2004 CK19              | 11 de febrer de 2004 | Kitt Peak            | Spacewatch    |
| 288370 | 2004 CH20              | 11 de febrer de 2004 | Kitt Peak            | Spacewatch    |
| 288371 | 2004 CM20              | 11 de febrer de 2004 | Kitt Peak            | Spacewatch    |
| 288372 | 2004 CV22              | 12 de febrer de 2004 | Kitt Peak            | Spacewatch    |
| 288373 | 2004 CA25              | 12 de febrer de 2004 | Palomar              | NEAT          |
| 288374 | 2004 CF26              | 11 de febrer de 2004 | Kitt Peak            | Spacewatch    |
| 288375 | 2004 CM29              | 12 de febrer de 2004 | Kitt Peak            | Spacewatch    |
| 288376 | 2004 CB30              | 12 de febrer de 2004 | Kitt Peak            | Spacewatch    |
| 288377 | 2004 CK36              | 11 de febrer de 2004 | Palomar              | NEAT          |
| 288378 | 2004 CH39              | 10 de febrer de 2004 | Palomar              | NEAT          |
| 288379 | 2004 CA50              | 11 de febrer de 2004 | Palomar              | NEAT          |
| 288380 | 2004 CR52              | 11 de febrer de 2004 | Palomar              | NEAT          |
| 288381 | 2004 CZ68              | 11 de febrer de 2004 | Kitt Peak            | Spacewatch    |
| 288382 | 2004 CY73              | 15 de febrer de 2004 | Haleakala            | NEAT          |
| 288383 | 2004 CS74              | 11 de febrer de 2004 | Catalina             | CSS           |
| 288384 | 2004 CP75              | 11 de febrer de 2004 | Kitt Peak            | Spacewatch    |
| 288385 | 2004 CB76              | 11 de febrer de 2004 | Kitt Peak            | Spacewatch    |
| 288386 | 2004 CV80              | 11 de febrer de 2004 | Kitt Peak            | Spacewatch    |
| 288387 | 2004 CX80              | 11 de febrer de 2004 | Kitt Peak            | Spacewatch    |
| 288388 | 2004 CR82              | 12 de febrer de 2004 | Kitt Peak            | Spacewatch    |
| 288389 | 2004 CW82              | 12 de febrer de 2004 | Kitt Peak            | Spacewatch    |
| 288390 | 2004 CS83              | 12 de febrer de 2004 | Kitt Peak            | Spacewatch    |
| 288391 | 2004 CT85              | 14 de febrer de 2004 | Kitt Peak            | Spacewatch    |
| 288392 | 2004 CU88              | 11 de febrer de 2004 | Kitt Peak            | Spacewatch    |
| 288393 | 2004 CN104             | 13 de febrer de 2004 | Palomar              | NEAT          |
| 288394 | 2004 CG115             | 14 de febrer de 2004 | Anderson Mesa        | LONEOS        |
| 288395 | 2004 CS117             | 11 de febrer de 2004 | Kitt Peak            | Spacewatch    |
| 288396 | 2004 CO120             | 12 de febrer de 2004 | Kitt Peak            | Spacewatch    |
| 288397 | 2004 CN123             | 12 de febrer de 2004 | Kitt Peak            | Spacewatch    |
| 288398 | 2004 CU125             | 12 de febrer de 2004 | Kitt Peak            | Spacewatch    |
| 288399 | 2004 CZ125             | 12 de febrer de 2004 | Kitt Peak            | Spacewatch    |
| 288400 | 2004 DO3               | 16 de febrer de 2004 | Socorro              | LINEAR        |

## 288401-288500
| Nom            | Designació provisional | Data de descobriment | Lloc de descobriment | Descobridor/s           |
| -------------- | ---------------------- | -------------------- | -------------------- | ----------------------- |
| 288401         | 2004 DO4               | 16 de febrer de 2004 | Kitt Peak            | Spacewatch              |
| 288402         | 2004 DH13              | 16 de febrer de 2004 | Catalina             | CSS                     |
| 288403         | 2004 DZ14              | 17 de febrer de 2004 | Palomar              | NEAT                    |
| 288404         | 2004 DO16              | 18 de febrer de 2004 | Kitt Peak            | Spacewatch              |
| 288405         | 2004 DY19              | 17 de febrer de 2004 | Catalina             | CSS                     |
| 288406         | 2004 DT20              | 17 de febrer de 2004 | Catalina             | CSS                     |
| 288407         | 2004 DB27              | 16 de febrer de 2004 | Kitt Peak            | Spacewatch              |
| 288408         | 2004 DM28              | 17 de febrer de 2004 | Kitt Peak            | Spacewatch              |
| 288409         | 2004 DU28              | 17 de febrer de 2004 | Kitt Peak            | Spacewatch              |
| 288410         | 2004 DN33              | 18 de febrer de 2004 | Socorro              | LINEAR                  |
| 288411         | 2004 DA36              | 19 de febrer de 2004 | Socorro              | LINEAR                  |
| 288412         | 2004 DC36              | 19 de febrer de 2004 | Socorro              | LINEAR                  |
| 288413         | 2004 DG43              | 23 de febrer de 2004 | Socorro              | LINEAR                  |
| 288414         | 2004 DU46              | 19 de febrer de 2004 | Socorro              | LINEAR                  |
| 288415         | 2004 DO50              | 23 de febrer de 2004 | Socorro              | LINEAR                  |
| 288416         | 2004 DG54              | 22 de febrer de 2004 | Kitt Peak            | Spacewatch              |
| 288417         | 2004 DT57              | 23 de febrer de 2004 | Socorro              | LINEAR                  |
| 288418         | 2004 DD61              | 26 de febrer de 2004 | Socorro              | LINEAR                  |
| 288419         | 2004 DA63              | 29 de febrer de 2004 | Kitt Peak            | Spacewatch              |
| 288420         | 2004 DW64              | 17 de febrer de 2004 | Kitt Peak            | Spacewatch              |
| 288421         | 2004 DH70              | 26 de febrer de 2004 | Kitt Peak            | M. W. Buie              |
| 288422         | 2004 DG75              | 17 de febrer de 2004 | Kitt Peak            | Spacewatch              |
| 288423         | 2004 DC76              | 17 de febrer de 2004 | Kitt Peak            | Spacewatch              |
| 288424         | 2004 DA77              | 18 de febrer de 2004 | Kitt Peak            | Spacewatch              |
| 288425         | 2004 EE                | 11 de març de 2004   | Wrightwood           | J. W. Young             |
| 288426         | 2004 EM8               | 13 de març de 2004   | Palomar              | NEAT                    |
| 288427         | 2004 EL15              | 11 de març de 2004   | Palomar              | NEAT                    |
| 288428         | 2004 EZ16              | 12 de març de 2004   | Palomar              | NEAT                    |
| 288429         | 2004 EE19              | 14 de març de 2004   | Kitt Peak            | Spacewatch              |
| 288430         | 2004 EQ21              | 15 de març de 2004   | Valmeca              | C. Demeautis, D. Matter |
| 288431         | 2004 EJ23              | 15 de març de 2004   | Socorro              | LINEAR                  |
| 288432         | 2004 ET24              | 14 de març de 2004   | Socorro              | LINEAR                  |
| 288433         | 2004 EV24              | 12 de març de 2004   | Palomar              | NEAT                    |
| 288434         | 2004 EU25              | 13 de març de 2004   | Palomar              | NEAT                    |
| 288435         | 2004 EE31              | 15 de març de 2004   | Catalina             | CSS                     |
| 288436         | 2004 ER32              | 15 de març de 2004   | Palomar              | NEAT                    |
| 288437         | 2004 ES32              | 15 de març de 2004   | Palomar              | NEAT                    |
| 288438         | 2004 EF35              | 12 de març de 2004   | Palomar              | NEAT                    |
| 288439         | 2004 EP41              | 15 de març de 2004   | Catalina             | CSS                     |
| 288440         | 2004 EM43              | 15 de març de 2004   | Palomar              | NEAT                    |
| 288441         | 2004 EM45              | 15 de març de 2004   | Kitt Peak            | Spacewatch              |
| 288442         | 2004 ES45              | 15 de març de 2004   | Kitt Peak            | Spacewatch              |
| 288443         | 2004 EU45              | 15 de març de 2004   | Kitt Peak            | Spacewatch              |
| 288444         | 2004 EW47              | 15 de març de 2004   | Catalina             | CSS                     |
| 288445         | 2004 EB50              | 12 de març de 2004   | Palomar              | NEAT                    |
| 288446         | 2004 EG55              | 14 de març de 2004   | Palomar              | NEAT                    |
| 288447         | 2004 EO55              | 14 de març de 2004   | Palomar              | NEAT                    |
| 288448         | 2004 EZ55              | 14 de març de 2004   | Palomar              | NEAT                    |
| 288449         | 2004 EK58              | 15 de març de 2004   | Socorro              | LINEAR                  |
| 288450         | 2004 EU58              | 15 de març de 2004   | Palomar              | NEAT                    |
| 288451         | 2004 EG61              | 12 de març de 2004   | Palomar              | NEAT                    |
| 288452         | 2004 EA62              | 12 de març de 2004   | Palomar              | NEAT                    |
| 288453         | 2004 EM67              | 15 de març de 2004   | Kitt Peak            | Spacewatch              |
| 288454         | 2004 EU69              | 15 de març de 2004   | Kitt Peak            | Spacewatch              |
| 288455         | 2004 EW69              | 15 de març de 2004   | Kitt Peak            | Spacewatch              |
| 288456         | 2004 EX74              | 14 de març de 2004   | Socorro              | LINEAR                  |
| 288457         | 2004 EE75              | 14 de març de 2004   | Kitt Peak            | Spacewatch              |
| 288458         | 2004 EP76              | 15 de març de 2004   | Kitt Peak            | Spacewatch              |
| 288459         | 2004 EL77              | 15 de març de 2004   | Socorro              | LINEAR                  |
| 288460         | 2004 EB79              | 15 de març de 2004   | Kitt Peak            | Spacewatch              |
| 288461         | 2004 EG83              | 14 de març de 2004   | Kitt Peak            | Spacewatch              |
| 288462         | 2004 EB88              | 14 de març de 2004   | Kitt Peak            | Spacewatch              |
| 288463         | 2004 EA91              | 15 de març de 2004   | Kitt Peak            | Spacewatch              |
| 288464         | 2004 EJ91              | 15 de març de 2004   | Kitt Peak            | Spacewatch              |
| 288465         | 2004 EE92              | 15 de març de 2004   | Kitt Peak            | Spacewatch              |
| 288466         | 2004 EK94              | 15 de març de 2004   | Kitt Peak            | Spacewatch              |
| 288467         | 2004 EF103             | 15 de març de 2004   | Kitt Peak            | Spacewatch              |
| 288468         | 2004 ER111             | 15 de març de 2004   | Socorro              | LINEAR                  |
| 288469         | 2004 EZ112             | 15 de març de 2004   | Kitt Peak            | Spacewatch              |
| 288470         | 2004 FJ1               | 16 de març de 2004   | Socorro              | LINEAR                  |
| 288471         | 2004 FF3               | 18 de març de 2004   | Modra                | J. Vilagi, L. Kornos    |
| 288472         | 2004 FB4               | 17 de març de 2004   | Bergisch Gladbac     | W. Bickel               |
| 288473         | 2004 FA6               | 23 de març de 2004   | Emerald Lane         | L. Ball                 |
| 288474         | 2004 FE6               | 24 de març de 2004   | Wrightwood           | J. W. Young             |
| 288475         | 2004 FO12              | 16 de març de 2004   | Socorro              | LINEAR                  |
| 288476         | 2004 FP13              | 16 de març de 2004   | Kitt Peak            | Spacewatch              |
| 288477         | 2004 FJ15              | 16 de març de 2004   | Siding Spring        | Siding Spring Survey    |
| 288478 Fahlman | 2004 FA17              | 16 de març de 2004   | Mauna Kea            | D. D. Balam             |
| 288479         | 2004 FX17              | 27 de març de 2004   | Socorro              | LINEAR                  |
| 288480         | 2004 FJ20              | 16 de març de 2004   | Socorro              | LINEAR                  |
| 288481         | 2004 FL22              | 16 de març de 2004   | Siding Spring        | Siding Spring Survey    |
| 288482         | 2004 FQ22              | 16 de març de 2004   | Campo Imperatore     | CINEOS                  |
| 288483         | 2004 FY22              | 17 de març de 2004   | Kitt Peak            | Spacewatch              |
| 288484         | 2004 FW23              | 17 de març de 2004   | Kitt Peak            | Spacewatch              |
| 288485         | 2004 FP26              | 17 de març de 2004   | Kitt Peak            | Spacewatch              |
| 288486         | 2004 FK27              | 17 de març de 2004   | Kitt Peak            | Spacewatch              |
| 288487         | 2004 FQ30              | 23 de març de 2004   | Catalina             | CSS                     |
| 288488         | 2004 FH35              | 16 de març de 2004   | Kitt Peak            | Spacewatch              |
| 288489         | 2004 FN41              | 18 de març de 2004   | Kitt Peak            | Spacewatch              |
| 288490         | 2004 FZ41              | 16 de març de 2004   | Socorro              | LINEAR                  |
| 288491         | 2004 FE45              | 16 de març de 2004   | Socorro              | LINEAR                  |
| 288492         | 2004 FQ47              | 18 de març de 2004   | Socorro              | LINEAR                  |
| 288493         | 2004 FU48              | 18 de març de 2004   | Socorro              | LINEAR                  |
| 288494         | 2004 FD49              | 18 de març de 2004   | Socorro              | LINEAR                  |
| 288495         | 2004 FT51              | 19 de març de 2004   | Socorro              | LINEAR                  |
| 288496         | 2004 FG54              | 18 de març de 2004   | Socorro              | LINEAR                  |
| 288497         | 2004 FU58              | 17 de març de 2004   | Kitt Peak            | Spacewatch              |
| 288498         | 2004 FE61              | 19 de març de 2004   | Socorro              | LINEAR                  |
| 288499         | 2004 FO61              | 19 de març de 2004   | Socorro              | LINEAR                  |
| 288500         | 2004 FG72              | 17 de març de 2004   | Kitt Peak            | Spacewatch              |

## 288501-288600
| Nom    | Designació provisional | Data de descobriment | Lloc de descobriment | Descobridor/s           |
| ------ | ---------------------- | -------------------- | -------------------- | ----------------------- |
| 288501 | 2004 FW82              | 17 de març de 2004   | Kitt Peak            | Spacewatch              |
| 288502 | 2004 FM85              | 18 de març de 2004   | Kitt Peak            | Spacewatch              |
| 288503 | 2004 FL86              | 19 de març de 2004   | Palomar              | NEAT                    |
| 288504 | 2004 FF92              | 17 de març de 2004   | Palomar              | NEAT                    |
| 288505 | 2004 FT93              | 22 de març de 2004   | Socorro              | LINEAR                  |
| 288506 | 2004 FO98              | 19 de març de 2004   | Socorro              | LINEAR                  |
| 288507 | 2004 FH101             | 23 de març de 2004   | Kitt Peak            | Spacewatch              |
| 288508 | 2004 FB106             | 26 de març de 2004   | Kitt Peak            | Spacewatch              |
| 288509 | 2004 FH106             | 18 de març de 2004   | Socorro              | LINEAR                  |
| 288510 | 2004 FA107             | 20 de març de 2004   | Socorro              | LINEAR                  |
| 288511 | 2004 FS108             | 23 de març de 2004   | Kitt Peak            | Spacewatch              |
| 288512 | 2004 FF112             | 26 de març de 2004   | Kitt Peak            | Spacewatch              |
| 288513 | 2004 FQ116             | 23 de març de 2004   | Socorro              | LINEAR                  |
| 288514 | 2004 FE118             | 22 de març de 2004   | Socorro              | LINEAR                  |
| 288515 | 2004 FG121             | 23 de març de 2004   | Socorro              | LINEAR                  |
| 288516 | 2004 FU122             | 26 de març de 2004   | Socorro              | LINEAR                  |
| 288517 | 2004 FZ123             | 26 de març de 2004   | Catalina             | CSS                     |
| 288518 | 2004 FU136             | 28 de març de 2004   | Socorro              | LINEAR                  |
| 288519 | 2004 FR137             | 29 de març de 2004   | Kitt Peak            | Spacewatch              |
| 288520 | 2004 FJ138             | 29 de març de 2004   | Kitt Peak            | Spacewatch              |
| 288521 | 2004 FC142             | 27 de març de 2004   | Socorro              | LINEAR                  |
| 288522 | 2004 FK143             | 28 de març de 2004   | Kitt Peak            | Spacewatch              |
| 288523 | 2004 FR147             | 16 de març de 2004   | Haleakala            | NEAT                    |
| 288524 | 2004 FU147             | 16 de març de 2004   | Palomar              | NEAT                    |
| 288525 | 2004 FT156             | 17 de març de 2004   | Kitt Peak            | Spacewatch              |
| 288526 | 2004 FE165             | 29 de març de 2004   | Catalina             | CSS                     |
| 288527 | 2004 FH165             | 17 de març de 2004   | Palomar              | NEAT                    |
| 288528 | 2004 FM166             | 25 de març de 2004   | Siding Spring        | Siding Spring Survey    |
| 288529 | 2004 GZ6               | 12 d'abril de 2004   | Kitt Peak            | Spacewatch              |
| 288530 | 2004 GS8               | 12 d'abril de 2004   | Kitt Peak            | Spacewatch              |
| 288531 | 2004 GT8               | 12 d'abril de 2004   | Palomar              | NEAT                    |
| 288532 | 2004 GK9               | 12 d'abril de 2004   | Kitt Peak            | Spacewatch              |
| 288533 | 2004 GX9               | 13 d'abril de 2004   | Mount Graham         | W. H. Ryan, Q. Jamieson |
| 288534 | 2004 GF12              | 9 d'abril de 2004    | Siding Spring        | Siding Spring Survey    |
| 288535 | 2004 GJ13              | 12 d'abril de 2004   | Siding Spring        | Siding Spring Survey    |
| 288536 | 2004 GV19              | 15 d'abril de 2004   | Socorro              | LINEAR                  |
| 288537 | 2004 GQ20              | 10 d'abril de 2004   | Palomar              | NEAT                    |
| 288538 | 2004 GJ23              | 12 d'abril de 2004   | Kitt Peak            | Spacewatch              |
| 288539 | 2004 GU23              | 13 d'abril de 2004   | Catalina             | CSS                     |
| 288540 | 2004 GX23              | 13 d'abril de 2004   | Catalina             | CSS                     |
| 288541 | 2004 GV25              | 14 d'abril de 2004   | Kitt Peak            | Spacewatch              |
| 288542 | 2004 GL28              | 14 d'abril de 2004   | Socorro              | LINEAR                  |
| 288543 | 2004 GV31              | 15 d'abril de 2004   | Anderson Mesa        | LONEOS                  |
| 288544 | 2004 GZ31              | 11 d'abril de 2004   | Palomar              | NEAT                    |
| 288545 | 2004 GL32              | 12 d'abril de 2004   | Palomar              | NEAT                    |
| 288546 | 2004 GN34              | 13 d'abril de 2004   | Palomar              | NEAT                    |
| 288547 | 2004 GF42              | 14 d'abril de 2004   | Kitt Peak            | Spacewatch              |
| 288548 | 2004 GC44              | 12 d'abril de 2004   | Kitt Peak            | Spacewatch              |
| 288549 | 2004 GU44              | 12 d'abril de 2004   | Kitt Peak            | Spacewatch              |
| 288550 | 2004 GJ49              | 12 d'abril de 2004   | Kitt Peak            | Spacewatch              |
| 288551 | 2004 GF50              | 12 d'abril de 2004   | Kitt Peak            | Spacewatch              |
| 288552 | 2004 GG57              | 14 d'abril de 2004   | Kitt Peak            | Spacewatch              |
| 288553 | 2004 GG62              | 13 d'abril de 2004   | Kitt Peak            | Spacewatch              |
| 288554 | 2004 GH62              | 13 d'abril de 2004   | Kitt Peak            | Spacewatch              |
| 288555 | 2004 GY73              | 15 d'abril de 2004   | Reedy Creek          | J. Broughton            |
| 288556 | 2004 GC87              | 14 d'abril de 2004   | Siding Spring        | Siding Spring Survey    |
| 288557 | 2004 HQ                | 16 d'abril de 2004   | Socorro              | LINEAR                  |
| 288558 | 2004 HV                | 17 d'abril de 2004   | Siding Spring        | Siding Spring Survey    |
| 288559 | 2004 HA5               | 16 d'abril de 2004   | Palomar              | NEAT                    |
| 288560 | 2004 HR6               | 16 d'abril de 2004   | Palomar              | NEAT                    |
| 288561 | 2004 HA9               | 16 d'abril de 2004   | Socorro              | LINEAR                  |
| 288562 | 2004 HW10              | 17 d'abril de 2004   | Anderson Mesa        | LONEOS                  |
| 288563 | 2004 HR16              | 20 d'abril de 2004   | Socorro              | LINEAR                  |
| 288564 | 2004 HO17              | 17 d'abril de 2004   | Socorro              | LINEAR                  |
| 288565 | 2004 HB19              | 19 d'abril de 2004   | Socorro              | LINEAR                  |
| 288566 | 2004 HT24              | 19 d'abril de 2004   | Kitt Peak            | Spacewatch              |
| 288567 | 2004 HK26              | 19 d'abril de 2004   | Socorro              | LINEAR                  |
| 288568 | 2004 HK32              | 20 d'abril de 2004   | Kitt Peak            | Spacewatch              |
| 288569 | 2004 HY35              | 20 d'abril de 2004   | Siding Spring        | Siding Spring Survey    |
| 288570 | 2004 HD37              | 21 d'abril de 2004   | Kitt Peak            | Spacewatch              |
| 288571 | 2004 HE37              | 21 d'abril de 2004   | Kitt Peak            | Spacewatch              |
| 288572 | 2004 HY39              | 19 d'abril de 2004   | Kitt Peak            | Spacewatch              |
| 288573 | 2004 HX40              | 19 d'abril de 2004   | Kitt Peak            | Spacewatch              |
| 288574 | 2004 HC44              | 21 d'abril de 2004   | Socorro              | LINEAR                  |
| 288575 | 2004 HO50              | 23 d'abril de 2004   | Kitt Peak            | Spacewatch              |
| 288576 | 2004 HR51              | 24 d'abril de 2004   | Kitt Peak            | Spacewatch              |
| 288577 | 2004 HB59              | 24 d'abril de 2004   | Kitt Peak            | Spacewatch              |
| 288578 | 2004 HJ60              | 25 d'abril de 2004   | Catalina             | CSS                     |
| 288579 | 2004 HL62              | 24 d'abril de 2004   | Catalina             | CSS                     |
| 288580 | 2004 HE65              | 16 d'abril de 2004   | Siding Spring        | Siding Spring Survey    |
| 288581 | 2004 HV65              | 19 d'abril de 2004   | Kitt Peak            | Spacewatch              |
| 288582 | 2004 JL                | 9 de maig de 2004    | Kitt Peak            | Spacewatch              |
| 288583 | 2004 JO                | 9 de maig de 2004    | Kitt Peak            | Spacewatch              |
| 288584 | 2004 JT1               | 10 de maig de 2004   | Reedy Creek          | J. Broughton            |
| 288585 | 2004 JX4               | 11 de maig de 2004   | Siding Spring        | Siding Spring Survey    |
| 288586 | 2004 JV11              | 13 de maig de 2004   | Socorro              | LINEAR                  |
| 288587 | 2004 JO14              | 9 de maig de 2004    | Kitt Peak            | Spacewatch              |
| 288588 | 2004 JE16              | 11 de maig de 2004   | Anderson Mesa        | LONEOS                  |
| 288589 | 2004 JH16              | 11 de maig de 2004   | Anderson Mesa        | LONEOS                  |
| 288590 | 2004 JZ16              | 12 de maig de 2004   | Catalina             | CSS                     |
| 288591 | 2004 JJ18              | 13 de maig de 2004   | Kitt Peak            | Spacewatch              |
| 288592 | 2004 JW20              | 15 de maig de 2004   | Socorro              | LINEAR                  |
| 288593 | 2004 JO21              | 9 de maig de 2004    | Kitt Peak            | Spacewatch              |
| 288594 | 2004 JC25              | 15 de maig de 2004   | Socorro              | LINEAR                  |
| 288595 | 2004 JP27              | 15 de maig de 2004   | Socorro              | LINEAR                  |
| 288596 | 2004 JQ29              | 15 de maig de 2004   | Socorro              | LINEAR                  |
| 288597 | 2004 JP33              | 15 de maig de 2004   | Socorro              | LINEAR                  |
| 288598 | 2004 JS36              | 13 de maig de 2004   | Kitt Peak            | Spacewatch              |
| 288599 | 2004 JM41              | 15 de maig de 2004   | Socorro              | LINEAR                  |
| 288600 | 2004 KY3               | 16 de maig de 2004   | Socorro              | LINEAR                  |

## 288601-288700
| Nom    | Designació provisional | Data de descobriment | Lloc de descobriment | Descobridor/s        |
| ------ | ---------------------- | -------------------- | -------------------- | -------------------- |
| 288601 | 2004 KP6               | 18 de maig de 2004   | Socorro              | LINEAR               |
| 288602 | 2004 KK9               | 18 de maig de 2004   | Socorro              | LINEAR               |
| 288603 | 2004 KQ18              | 23 de maig de 2004   | Kitt Peak            | Spacewatch           |
| 288604 | 2004 LJ5               | 12 de juny de 2004   | Catalina             | CSS                  |
| 288605 | 2004 LE6               | 13 de juny de 2004   | Palomar              | NEAT                 |
| 288606 | 2004 LO14              | 11 de juny de 2004   | Kitt Peak            | Spacewatch           |
| 288607 | 2004 LJ25              | 15 de juny de 2004   | Socorro              | LINEAR               |
| 288608 | 2004 LU25              | 15 de juny de 2004   | Socorro              | LINEAR               |
| 288609 | 2004 LE26              | 12 de juny de 2004   | Socorro              | LINEAR               |
| 288610 | 2004 LG31              | 15 de juny de 2004   | Kitt Peak            | Spacewatch           |
| 288611 | 2004 MS7               | 29 de juny de 2004   | Siding Spring        | Siding Spring Survey |
| 288612 | 2004 NE5               | 9 de juliol de 2004  | Socorro              | LINEAR               |
| 288613 | 2004 NQ6               | 11 de juliol de 2004 | Socorro              | LINEAR               |
| 288614 | 2004 NB8               | 11 de juliol de 2004 | Socorro              | LINEAR               |
| 288615 | 2004 ND9               | 11 de juliol de 2004 | Vallemare Borbon     | V. S. Casulli        |
| 288616 | 2004 NV9               | 9 de juliol de 2004  | Socorro              | LINEAR               |
| 288617 | 2004 NB12              | 11 de juliol de 2004 | Socorro              | LINEAR               |
| 288618 | 2004 NK15              | 11 de juliol de 2004 | Socorro              | LINEAR               |
| 288619 | 2004 NL16              | 11 de juliol de 2004 | Socorro              | LINEAR               |
| 288620 | 2004 NV16              | 11 de juliol de 2004 | Socorro              | LINEAR               |
| 288621 | 2004 NL20              | 14 de juliol de 2004 | Socorro              | LINEAR               |
| 288622 | 2004 NE24              | 14 de juliol de 2004 | Socorro              | LINEAR               |
| 288623 | 2004 OF9               | 19 de juliol de 2004 | Anderson Mesa        | LONEOS               |
| 288624 | 2004 OY9               | 20 de juliol de 2004 | Reedy Creek          | J. Broughton         |
| 288625 | 2004 OT14              | 21 de juliol de 2004 | Siding Spring        | Siding Spring Survey |
| 288626 | 2004 PQ4               | 5 d'agost de 2004    | Palomar              | NEAT                 |
| 288627 | 2004 PX5               | 6 d'agost de 2004    | Palomar              | NEAT                 |
| 288628 | 2004 PF6               | 6 d'agost de 2004    | Palomar              | NEAT                 |
| 288629 | 2004 PQ8               | 6 d'agost de 2004    | Palomar              | NEAT                 |
| 288630 | 2004 PM11              | 7 d'agost de 2004    | Palomar              | NEAT                 |
| 288631 | 2004 PW12              | 7 d'agost de 2004    | Palomar              | NEAT                 |
| 288632 | 2004 PJ14              | 7 d'agost de 2004    | Palomar              | NEAT                 |
| 288633 | 2004 PT21              | 8 d'agost de 2004    | Palomar              | NEAT                 |
| 288634 | 2004 PR22              | 8 d'agost de 2004    | Socorro              | LINEAR               |
| 288635 | 2004 PO25              | 8 d'agost de 2004    | Socorro              | LINEAR               |
| 288636 | 2004 PU27              | 9 d'agost de 2004    | Reedy Creek          | J. Broughton         |
| 288637 | 2004 PW29              | 7 d'agost de 2004    | Palomar              | NEAT                 |
| 288638 | 2004 PJ32              | 8 d'agost de 2004    | Socorro              | LINEAR               |
| 288639 | 2004 PT32              | 8 d'agost de 2004    | Socorro              | LINEAR               |
| 288640 | 2004 PC33              | 8 d'agost de 2004    | Socorro              | LINEAR               |
| 288641 | 2004 PD36              | 9 d'agost de 2004    | Campo Imperatore     | CINEOS               |
| 288642 | 2004 PP36              | 9 d'agost de 2004    | Socorro              | LINEAR               |
| 288643 | 2004 PP37              | 9 d'agost de 2004    | Socorro              | LINEAR               |
| 288644 | 2004 PT37              | 9 d'agost de 2004    | Socorro              | LINEAR               |
| 288645 | 2004 PJ38              | 9 d'agost de 2004    | Socorro              | LINEAR               |
| 288646 | 2004 PV42              | 9 d'agost de 2004    | Reedy Creek          | J. Broughton         |
| 288647 | 2004 PG43              | 6 d'agost de 2004    | Palomar              | NEAT                 |
| 288648 | 2004 PZ43              | 6 d'agost de 2004    | Campo Imperatore     | CINEOS               |
| 288649 | 2004 PK45              | 7 d'agost de 2004    | Palomar              | NEAT                 |
| 288650 | 2004 PV46              | 8 d'agost de 2004    | Campo Imperatore     | CINEOS               |
| 288651 | 2004 PG47              | 8 d'agost de 2004    | Palomar              | NEAT                 |
| 288652 | 2004 PN50              | 8 d'agost de 2004    | Socorro              | LINEAR               |
| 288653 | 2004 PH51              | 8 d'agost de 2004    | Socorro              | LINEAR               |
| 288654 | 2004 PR52              | 8 d'agost de 2004    | Socorro              | LINEAR               |
| 288655 | 2004 PV53              | 8 d'agost de 2004    | Socorro              | LINEAR               |
| 288656 | 2004 PR54              | 8 d'agost de 2004    | Anderson Mesa        | LONEOS               |
| 288657 | 2004 PT54              | 8 d'agost de 2004    | Anderson Mesa        | LONEOS               |
| 288658 | 2004 PE56              | 9 d'agost de 2004    | Campo Imperatore     | CINEOS               |
| 288659 | 2004 PL56              | 9 d'agost de 2004    | Anderson Mesa        | LONEOS               |
| 288660 | 2004 PS57              | 9 d'agost de 2004    | Socorro              | LINEAR               |
| 288661 | 2004 PX57              | 9 d'agost de 2004    | Socorro              | LINEAR               |
| 288662 | 2004 PA59              | 9 d'agost de 2004    | Socorro              | LINEAR               |
| 288663 | 2004 PB61              | 9 d'agost de 2004    | Socorro              | LINEAR               |
| 288664 | 2004 PH61              | 9 d'agost de 2004    | Socorro              | LINEAR               |
| 288665 | 2004 PJ62              | 10 d'agost de 2004   | Campo Imperatore     | CINEOS               |
| 288666 | 2004 PN65              | 10 d'agost de 2004   | Socorro              | LINEAR               |
| 288667 | 2004 PW65              | 10 d'agost de 2004   | Anderson Mesa        | LONEOS               |
| 288668 | 2004 PK67              | 5 d'agost de 2004    | Palomar              | NEAT                 |
| 288669 | 2004 PL68              | 6 d'agost de 2004    | Palomar              | NEAT                 |
| 288670 | 2004 PF69              | 7 d'agost de 2004    | Palomar              | NEAT                 |
| 288671 | 2004 PQ70              | 8 d'agost de 2004    | Palomar              | NEAT                 |
| 288672 | 2004 PW72              | 8 d'agost de 2004    | Palomar              | NEAT                 |
| 288673 | 2004 PM74              | 8 d'agost de 2004    | Socorro              | LINEAR               |
| 288674 | 2004 PC76              | 9 d'agost de 2004    | Socorro              | LINEAR               |
| 288675 | 2004 PD76              | 9 d'agost de 2004    | Socorro              | LINEAR               |
| 288676 | 2004 PJ76              | 9 d'agost de 2004    | Anderson Mesa        | LONEOS               |
| 288677 | 2004 PW82              | 10 d'agost de 2004   | Socorro              | LINEAR               |
| 288678 | 2004 PU83              | 10 d'agost de 2004   | Socorro              | LINEAR               |
| 288679 | 2004 PU86              | 11 d'agost de 2004   | Socorro              | LINEAR               |
| 288680 | 2004 PA92              | 12 d'agost de 2004   | Socorro              | LINEAR               |
| 288681 | 2004 PN93              | 9 d'agost de 2004    | Socorro              | LINEAR               |
| 288682 | 2004 PX95              | 8 d'agost de 2004    | Anderson Mesa        | LONEOS               |
| 288683 | 2004 PG96              | 11 d'agost de 2004   | Socorro              | LINEAR               |
| 288684 | 2004 PC98              | 14 d'agost de 2004   | Reedy Creek          | J. Broughton         |
| 288685 | 2004 PO98              | 8 d'agost de 2004    | Socorro              | LINEAR               |
| 288686 | 2004 PL99              | 10 d'agost de 2004   | Socorro              | LINEAR               |
| 288687 | 2004 PF102             | 12 d'agost de 2004   | Socorro              | LINEAR               |
| 288688 | 2004 PY103             | 12 d'agost de 2004   | Socorro              | LINEAR               |
| 288689 | 2004 PD107             | 15 d'agost de 2004   | Palomar              | NEAT                 |
| 288690 | 2004 PC114             | 12 d'agost de 2004   | Socorro              | LINEAR               |
| 288691 | 2004 QE                | 16 d'agost de 2004   | Wrightwood           | J. W. Young          |
| 288692 | 2004 QJ1               | 19 d'agost de 2004   | Pla D'Arguines       | R. Ferrando          |
| 288693 | 2004 QT1               | 19 d'agost de 2004   | Socorro              | LINEAR               |
| 288694 | 2004 QH9               | 20 d'agost de 2004   | Siding Spring        | Siding Spring Survey |
| 288695 | 2004 QC12              | 21 d'agost de 2004   | Siding Spring        | Siding Spring Survey |
| 288696 | 2004 QZ16              | 23 d'agost de 2004   | Goodricke-Pigott     | Goodricke-Pigott     |
| 288697 | 2004 QO17              | 25 d'agost de 2004   | Socorro              | LINEAR               |
| 288698 | 2004 QS19              | 11 d'agost de 2004   | Socorro              | LINEAR               |
| 288699 | 2004 QY19              | 22 d'agost de 2004   | Goodricke-Pigott     | Goodricke-Pigott     |
| 288700 | 2004 QQ20              | 20 d'agost de 2004   | Kitt Peak            | Spacewatch           |

## 288701-288800
| Nom    | Designació provisional | Data de descobriment   | Lloc de descobriment | Descobridor/s        |
| ------ | ---------------------- | ---------------------- | -------------------- | -------------------- |
| 288701 | 2004 QM25              | 26 d'agost de 2004     | Socorro              | LINEAR               |
| 288702 | 2004 QH27              | 20 d'agost de 2004     | Catalina             | CSS                  |
| 288703 | 2004 RE                | 2 de setembre de 2004  | Wrightwood           | J. W. Young          |
| 288704 | 2004 RT3               | 4 de setembre de 2004  | Palomar              | NEAT                 |
| 288705 | 2004 RB5               | 4 de setembre de 2004  | Palomar              | NEAT                 |
| 288706 | 2004 RX5               | 4 de setembre de 2004  | Palomar              | NEAT                 |
| 288707 | 2004 RN6               | 5 de setembre de 2004  | Palomar              | NEAT                 |
| 288708 | 2004 RB7               | 5 de setembre de 2004  | Palomar              | NEAT                 |
| 288709 | 2004 RD7               | 5 de setembre de 2004  | Palomar              | NEAT                 |
| 288710 | 2004 RN7               | 6 de setembre de 2004  | Palomar              | NEAT                 |
| 288711 | 2004 RG12              | 8 de setembre de 2004  | St. Veran            | St. Veran            |
| 288712 | 2004 RC17              | 7 de setembre de 2004  | Kitt Peak            | Spacewatch           |
| 288713 | 2004 RS17              | 7 de setembre de 2004  | Socorro              | LINEAR               |
| 288714 | 2004 RC18              | 7 de setembre de 2004  | Socorro              | LINEAR               |
| 288715 | 2004 RF18              | 7 de setembre de 2004  | Socorro              | LINEAR               |
| 288716 | 2004 RG18              | 7 de setembre de 2004  | Socorro              | LINEAR               |
| 288717 | 2004 RK23              | 7 de setembre de 2004  | Kitt Peak            | Spacewatch           |
| 288718 | 2004 RO23              | 7 de setembre de 2004  | Kitt Peak            | Spacewatch           |
| 288719 | 2004 RR27              | 6 de setembre de 2004  | Siding Spring        | Siding Spring Survey |
| 288720 | 2004 RW30              | 7 de setembre de 2004  | Socorro              | LINEAR               |
| 288721 | 2004 RB33              | 7 de setembre de 2004  | Socorro              | LINEAR               |
| 288722 | 2004 RC38              | 7 de setembre de 2004  | Socorro              | LINEAR               |
| 288723 | 2004 RM38              | 7 de setembre de 2004  | Socorro              | LINEAR               |
| 288724 | 2004 RN42              | 8 de setembre de 2004  | Campo Imperatore     | CINEOS               |
| 288725 | 2004 RU43              | 8 de setembre de 2004  | Socorro              | LINEAR               |
| 288726 | 2004 RG44              | 8 de setembre de 2004  | Socorro              | LINEAR               |
| 288727 | 2004 RT44              | 8 de setembre de 2004  | Socorro              | LINEAR               |
| 288728 | 2004 RZ44              | 8 de setembre de 2004  | Socorro              | LINEAR               |
| 288729 | 2004 RA45              | 8 de setembre de 2004  | Socorro              | LINEAR               |
| 288730 | 2004 RC45              | 8 de setembre de 2004  | Socorro              | LINEAR               |
| 288731 | 2004 RV45              | 8 de setembre de 2004  | Socorro              | LINEAR               |
| 288732 | 2004 RW45              | 8 de setembre de 2004  | Socorro              | LINEAR               |
| 288733 | 2004 RD46              | 8 de setembre de 2004  | Socorro              | LINEAR               |
| 288734 | 2004 RC47              | 8 de setembre de 2004  | Socorro              | LINEAR               |
| 288735 | 2004 RE47              | 8 de setembre de 2004  | Socorro              | LINEAR               |
| 288736 | 2004 RK48              | 8 de setembre de 2004  | Socorro              | LINEAR               |
| 288737 | 2004 RV51              | 8 de setembre de 2004  | Socorro              | LINEAR               |
| 288738 | 2004 RY52              | 8 de setembre de 2004  | Socorro              | LINEAR               |
| 288739 | 2004 RM55              | 8 de setembre de 2004  | Socorro              | LINEAR               |
| 288740 | 2004 RR55              | 8 de setembre de 2004  | Socorro              | LINEAR               |
| 288741 | 2004 RA56              | 8 de setembre de 2004  | Socorro              | LINEAR               |
| 288742 | 2004 RX57              | 8 de setembre de 2004  | Socorro              | LINEAR               |
| 288743 | 2004 RO58              | 8 de setembre de 2004  | Socorro              | LINEAR               |
| 288744 | 2004 RH60              | 8 de setembre de 2004  | Socorro              | LINEAR               |
| 288745 | 2004 RE62              | 8 de setembre de 2004  | Socorro              | LINEAR               |
| 288746 | 2004 RL64              | 8 de setembre de 2004  | Socorro              | LINEAR               |
| 288747 | 2004 RN64              | 8 de setembre de 2004  | Socorro              | LINEAR               |
| 288748 | 2004 RT64              | 8 de setembre de 2004  | Socorro              | LINEAR               |
| 288749 | 2004 RM65              | 8 de setembre de 2004  | Socorro              | LINEAR               |
| 288750 | 2004 RD66              | 8 de setembre de 2004  | Socorro              | LINEAR               |
| 288751 | 2004 RM67              | 8 de setembre de 2004  | Socorro              | LINEAR               |
| 288752 | 2004 RQ67              | 8 de setembre de 2004  | Socorro              | LINEAR               |
| 288753 | 2004 RB70              | 8 de setembre de 2004  | Socorro              | LINEAR               |
| 288754 | 2004 RV73              | 8 de setembre de 2004  | Socorro              | LINEAR               |
| 288755 | 2004 RX73              | 8 de setembre de 2004  | Socorro              | LINEAR               |
| 288756 | 2004 RZ74              | 8 de setembre de 2004  | Socorro              | LINEAR               |
| 288757 | 2004 RG80              | 7 de setembre de 2004  | Socorro              | LINEAR               |
| 288758 | 2004 RS80              | 8 de setembre de 2004  | Socorro              | LINEAR               |
| 288759 | 2004 RD81              | 8 de setembre de 2004  | Socorro              | LINEAR               |
| 288760 | 2004 RQ81              | 8 de setembre de 2004  | Socorro              | LINEAR               |
| 288761 | 2004 RD83              | 9 de setembre de 2004  | Socorro              | LINEAR               |
| 288762 | 2004 RM89              | 8 de setembre de 2004  | Socorro              | LINEAR               |
| 288763 | 2004 RC92              | 8 de setembre de 2004  | Socorro              | LINEAR               |
| 288764 | 2004 RF92              | 8 de setembre de 2004  | Socorro              | LINEAR               |
| 288765 | 2004 RK93              | 8 de setembre de 2004  | Socorro              | LINEAR               |
| 288766 | 2004 RB94              | 8 de setembre de 2004  | Socorro              | LINEAR               |
| 288767 | 2004 RY94              | 8 de setembre de 2004  | Socorro              | LINEAR               |
| 288768 | 2004 RD95              | 8 de setembre de 2004  | Socorro              | LINEAR               |
| 288769 | 2004 RU95              | 8 de setembre de 2004  | Socorro              | LINEAR               |
| 288770 | 2004 RN96              | 8 de setembre de 2004  | Socorro              | LINEAR               |
| 288771 | 2004 RT96              | 8 de setembre de 2004  | Palomar              | NEAT                 |
| 288772 | 2004 RD98              | 8 de setembre de 2004  | Socorro              | LINEAR               |
| 288773 | 2004 RN98              | 8 de setembre de 2004  | Socorro              | LINEAR               |
| 288774 | 2004 RJ99              | 8 de setembre de 2004  | Socorro              | LINEAR               |
| 288775 | 2004 RR99              | 8 de setembre de 2004  | Socorro              | LINEAR               |
| 288776 | 2004 RZ99              | 8 de setembre de 2004  | Socorro              | LINEAR               |
| 288777 | 2004 RM100             | 8 de setembre de 2004  | Socorro              | LINEAR               |
| 288778 | 2004 RO101             | 8 de setembre de 2004  | Socorro              | LINEAR               |
| 288779 | 2004 RN102             | 8 de setembre de 2004  | Socorro              | LINEAR               |
| 288780 | 2004 RW102             | 8 de setembre de 2004  | Socorro              | LINEAR               |
| 288781 | 2004 RP107             | 9 de setembre de 2004  | Socorro              | LINEAR               |
| 288782 | 2004 RF108             | 9 de setembre de 2004  | Kitt Peak            | Spacewatch           |
| 288783 | 2004 RL108             | 9 de setembre de 2004  | Kitt Peak            | Spacewatch           |
| 288784 | 2004 RA122             | 7 de setembre de 2004  | Kitt Peak            | Spacewatch           |
| 288785 | 2004 RH123             | 7 de setembre de 2004  | Kitt Peak            | Spacewatch           |
| 288786 | 2004 RX123             | 7 de setembre de 2004  | Palomar              | NEAT                 |
| 288787 | 2004 RF124             | 7 de setembre de 2004  | Socorro              | LINEAR               |
| 288788 | 2004 RH128             | 7 de setembre de 2004  | Kitt Peak            | Spacewatch           |
| 288789 | 2004 RF138             | 8 de setembre de 2004  | Palomar              | NEAT                 |
| 288790 | 2004 RQ140             | 8 de setembre de 2004  | Socorro              | LINEAR               |
| 288791 | 2004 RM141             | 8 de setembre de 2004  | Socorro              | LINEAR               |
| 288792 | 2004 RJ142             | 8 de setembre de 2004  | Socorro              | LINEAR               |
| 288793 | 2004 RB143             | 8 de setembre de 2004  | Palomar              | NEAT                 |
| 288794 | 2004 RS143             | 8 de setembre de 2004  | Socorro              | LINEAR               |
| 288795 | 2004 RC149             | 9 de setembre de 2004  | Socorro              | LINEAR               |
| 288796 | 2004 RF150             | 9 de setembre de 2004  | Socorro              | LINEAR               |
| 288797 | 2004 RG151             | 9 de setembre de 2004  | Socorro              | LINEAR               |
| 288798 | 2004 RQ152             | 10 de setembre de 2004 | Socorro              | LINEAR               |
| 288799 | 2004 RA154             | 10 de setembre de 2004 | Socorro              | LINEAR               |
| 288800 | 2004 RK155             | 10 de setembre de 2004 | Socorro              | LINEAR               |

## 288801-288900
| Nom    | Designació provisional | Data de descobriment   | Lloc de descobriment | Descobridor/s        |
| ------ | ---------------------- | ---------------------- | -------------------- | -------------------- |
| 288801 | 2004 RD156             | 10 de setembre de 2004 | Socorro              | LINEAR               |
| 288802 | 2004 RF157             | 10 de setembre de 2004 | Socorro              | LINEAR               |
| 288803 | 2004 RY157             | 10 de setembre de 2004 | Socorro              | LINEAR               |
| 288804 | 2004 RO158             | 10 de setembre de 2004 | Socorro              | LINEAR               |
| 288805 | 2004 RV158             | 10 de setembre de 2004 | Socorro              | LINEAR               |
| 288806 | 2004 RB163             | 11 de setembre de 2004 | Kitt Peak            | Spacewatch           |
| 288807 | 2004 RW164             | 13 de setembre de 2004 | Kitt Peak            | Spacewatch           |
| 288808 | 2004 RV167             | 7 de setembre de 2004  | Socorro              | LINEAR               |
| 288809 | 2004 RA169             | 8 de setembre de 2004  | Socorro              | LINEAR               |
| 288810 | 2004 RF169             | 8 de setembre de 2004  | Palomar              | NEAT                 |
| 288811 | 2004 RP170             | 8 de setembre de 2004  | Palomar              | NEAT                 |
| 288812 | 2004 RH172             | 9 de setembre de 2004  | Socorro              | LINEAR               |
| 288813 | 2004 RO172             | 9 de setembre de 2004  | Kitt Peak            | Spacewatch           |
| 288814 | 2004 RS174             | 10 de setembre de 2004 | Socorro              | LINEAR               |
| 288815 | 2004 RM176             | 12 d'agost de 2004     | Palomar              | NEAT                 |
| 288816 | 2004 RT177             | 10 de setembre de 2004 | Socorro              | LINEAR               |
| 288817 | 2004 RX177             | 10 de setembre de 2004 | Socorro              | LINEAR               |
| 288818 | 2004 RB178             | 10 de setembre de 2004 | Socorro              | LINEAR               |
| 288819 | 2004 RU179             | 10 de setembre de 2004 | Socorro              | LINEAR               |
| 288820 | 2004 RZ179             | 10 de setembre de 2004 | Socorro              | LINEAR               |
| 288821 | 2004 RF182             | 10 de setembre de 2004 | Socorro              | LINEAR               |
| 288822 | 2004 RS183             | 10 de setembre de 2004 | Socorro              | LINEAR               |
| 288823 | 2004 RW183             | 10 de setembre de 2004 | Socorro              | LINEAR               |
| 288824 | 2004 RX184             | 10 de setembre de 2004 | Socorro              | LINEAR               |
| 288825 | 2004 RN185             | 10 de setembre de 2004 | Socorro              | LINEAR               |
| 288826 | 2004 RO185             | 10 de setembre de 2004 | Socorro              | LINEAR               |
| 288827 | 2004 RO187             | 10 de setembre de 2004 | Socorro              | LINEAR               |
| 288828 | 2004 RQ187             | 10 de setembre de 2004 | Socorro              | LINEAR               |
| 288829 | 2004 RD188             | 10 de setembre de 2004 | Socorro              | LINEAR               |
| 288830 | 2004 RA190             | 10 de setembre de 2004 | Socorro              | LINEAR               |
| 288831 | 2004 RG190             | 10 de setembre de 2004 | Socorro              | LINEAR               |
| 288832 | 2004 RM190             | 10 de setembre de 2004 | Socorro              | LINEAR               |
| 288833 | 2004 RN190             | 10 de setembre de 2004 | Socorro              | LINEAR               |
| 288834 | 2004 RX190             | 10 de setembre de 2004 | Socorro              | LINEAR               |
| 288835 | 2004 RX192             | 10 de setembre de 2004 | Socorro              | LINEAR               |
| 288836 | 2004 RV193             | 10 de setembre de 2004 | Socorro              | LINEAR               |
| 288837 | 2004 RC195             | 10 de setembre de 2004 | Socorro              | LINEAR               |
| 288838 | 2004 RL197             | 10 de setembre de 2004 | Socorro              | LINEAR               |
| 288839 | 2004 RR197             | 10 de setembre de 2004 | Socorro              | LINEAR               |
| 288840 | 2004 RO198             | 10 de setembre de 2004 | Socorro              | LINEAR               |
| 288841 | 2004 RY201             | 11 de setembre de 2004 | Socorro              | LINEAR               |
| 288842 | 2004 RO202             | 11 de setembre de 2004 | Socorro              | LINEAR               |
| 288843 | 2004 RX202             | 11 de setembre de 2004 | Kitt Peak            | Spacewatch           |
| 288844 | 2004 RX203             | 12 de setembre de 2004 | Socorro              | LINEAR               |
| 288845 | 2004 RH204             | 12 de setembre de 2004 | Socorro              | LINEAR               |
| 288846 | 2004 RQ204             | 12 de setembre de 2004 | Kitt Peak            | Spacewatch           |
| 288847 | 2004 RT204             | 12 de setembre de 2004 | Kitt Peak            | Spacewatch           |
| 288848 | 2004 RW204             | 10 de febrer de 2003   | Kitt Peak            | Spacewatch           |
| 288849 | 2004 RN205             | 8 de setembre de 2004  | Socorro              | LINEAR               |
| 288850 | 2004 RU205             | 10 de setembre de 2004 | Socorro              | LINEAR               |
| 288851 | 2004 RW205             | 10 de setembre de 2004 | Socorro              | LINEAR               |
| 288852 | 2004 RJ207             | 11 de setembre de 2004 | Socorro              | LINEAR               |
| 288853 | 2004 RC208             | 11 de setembre de 2004 | Socorro              | LINEAR               |
| 288854 | 2004 RS208             | 11 de setembre de 2004 | Socorro              | LINEAR               |
| 288855 | 2004 RZ212             | 11 de setembre de 2004 | Socorro              | LINEAR               |
| 288856 | 2004 RT213             | 11 de setembre de 2004 | Socorro              | LINEAR               |
| 288857 | 2004 RG214             | 11 de setembre de 2004 | Socorro              | LINEAR               |
| 288858 | 2004 RO217             | 11 de setembre de 2004 | Socorro              | LINEAR               |
| 288859 | 2004 RY219             | 11 de setembre de 2004 | Socorro              | LINEAR               |
| 288860 | 2004 RQ222             | 14 de setembre de 2004 | Socorro              | LINEAR               |
| 288861 | 2004 RS224             | 9 de setembre de 2004  | Socorro              | LINEAR               |
| 288862 | 2004 RK225             | 9 de setembre de 2004  | Socorro              | LINEAR               |
| 288863 | 2004 RQ225             | 9 de setembre de 2004  | Socorro              | LINEAR               |
| 288864 | 2004 RS226             | 9 de setembre de 2004  | Socorro              | LINEAR               |
| 288865 | 2004 RW227             | 9 de setembre de 2004  | Kitt Peak            | Spacewatch           |
| 288866 | 2004 RA228             | 9 de setembre de 2004  | Kitt Peak            | Spacewatch           |
| 288867 | 2004 RU229             | 9 de setembre de 2004  | Kitt Peak            | Spacewatch           |
| 288868 | 2004 RD231             | 9 de setembre de 2004  | Kitt Peak            | Spacewatch           |
| 288869 | 2004 RN231             | 9 de setembre de 2004  | Kitt Peak            | Spacewatch           |
| 288870 | 2004 RV231             | 9 de setembre de 2004  | Kitt Peak            | Spacewatch           |
| 288871 | 2004 RR232             | 9 de setembre de 2004  | Kitt Peak            | Spacewatch           |
| 288872 | 2004 RR233             | 9 de setembre de 2004  | Kitt Peak            | Spacewatch           |
| 288873 | 2004 RY233             | 9 de setembre de 2004  | Kitt Peak            | Spacewatch           |
| 288874 | 2004 RJ235             | 10 de setembre de 2004 | Socorro              | LINEAR               |
| 288875 | 2004 RH236             | 10 de setembre de 2004 | Socorro              | LINEAR               |
| 288876 | 2004 RS238             | 10 de setembre de 2004 | Kitt Peak            | Spacewatch           |
| 288877 | 2004 RM239             | 10 de setembre de 2004 | Kitt Peak            | Spacewatch           |
| 288878 | 2004 RE241             | 10 de setembre de 2004 | Kitt Peak            | Spacewatch           |
| 288879 | 2004 RN241             | 10 de setembre de 2004 | Kitt Peak            | Spacewatch           |
| 288880 | 2004 RH242             | 10 de setembre de 2004 | Kitt Peak            | Spacewatch           |
| 288881 | 2004 RM243             | 10 de setembre de 2004 | Kitt Peak            | Spacewatch           |
| 288882 | 2004 RL245             | 10 de setembre de 2004 | Kitt Peak            | Spacewatch           |
| 288883 | 2004 RR245             | 10 de setembre de 2004 | Kitt Peak            | Spacewatch           |
| 288884 | 2004 RU246             | 11 de setembre de 2004 | Socorro              | LINEAR               |
| 288885 | 2004 RW247             | 12 de setembre de 2004 | Socorro              | LINEAR               |
| 288886 | 2004 RV250             | 13 de setembre de 2004 | Palomar              | NEAT                 |
| 288887 | 2004 RZ254             | 6 de setembre de 2004  | Palomar              | NEAT                 |
| 288888 | 2004 RZ255             | 6 de setembre de 2004  | Siding Spring        | Siding Spring Survey |
| 288889 | 2004 RR266             | 11 de setembre de 2004 | Kitt Peak            | Spacewatch           |
| 288890 | 2004 RR274             | 11 de setembre de 2004 | Socorro              | LINEAR               |
| 288891 | 2004 RW276             | 13 de setembre de 2004 | Kitt Peak            | Spacewatch           |
| 288892 | 2004 RU287             | 15 de setembre de 2004 | 7300                 | W. K. Y. Yeung       |
| 288893 | 2004 RJ290             | 8 de setembre de 2004  | Socorro              | LINEAR               |
| 288894 | 2004 RM291             | 10 de setembre de 2004 | Socorro              | LINEAR               |
| 288895 | 2004 RJ296             | 11 de setembre de 2004 | Kitt Peak            | Spacewatch           |
| 288896 | 2004 RQ304             | 12 de setembre de 2004 | Kitt Peak            | Spacewatch           |
| 288897 | 2004 RJ306             | 12 de setembre de 2004 | Socorro              | LINEAR               |
| 288898 | 2004 RL306             | 12 de setembre de 2004 | Socorro              | LINEAR               |
| 288899 | 2004 RR308             | 13 de setembre de 2004 | Socorro              | LINEAR               |
| 288900 | 2004 RW309             | 13 de setembre de 2004 | Kitt Peak            | Spacewatch           |

## 288901-289000
| Nom    | Designació provisional | Data de descobriment   | Lloc de descobriment | Descobridor/s             |
| ------ | ---------------------- | ---------------------- | -------------------- | ------------------------- |
| 288901 | 2004 RC311             | 13 de setembre de 2004 | Palomar              | NEAT                      |
| 288902 | 2004 RR320             | 13 de setembre de 2004 | Socorro              | LINEAR                    |
| 288903 | 2004 RW320             | 13 de setembre de 2004 | Socorro              | LINEAR                    |
| 288904 | 2004 RP321             | 13 de setembre de 2004 | Socorro              | LINEAR                    |
| 288905 | 2004 RS323             | 13 de setembre de 2004 | Socorro              | LINEAR                    |
| 288906 | 2004 RJ327             | 13 de setembre de 2004 | Palomar              | NEAT                      |
| 288907 | 2004 RX329             | 14 de setembre de 2004 | Palomar              | NEAT                      |
| 288908 | 2004 RC331             | 15 de setembre de 2004 | Kitt Peak            | Spacewatch                |
| 288909 | 2004 RK345             | 10 de setembre de 2004 | Socorro              | LINEAR                    |
| 288910 | 2004 RB346             | 11 de setembre de 2004 | Palomar              | NEAT                      |
| 288911 | 2004 RK346             | 8 de setembre de 2004  | Socorro              | LINEAR                    |
| 288912 | 2004 RB356             | 7 de setembre de 2004  | Kitt Peak            | Spacewatch                |
| 288913 | 2004 ST                | 17 de setembre de 2004 | Ottmarsheim          | Ottmarsheim               |
| 288914 | 2004 SX                | 17 de setembre de 2004 | Socorro              | LINEAR                    |
| 288915 | 2004 SL3               | 17 de setembre de 2004 | Kitt Peak            | Spacewatch                |
| 288916 | 2004 SK6               | 17 de setembre de 2004 | Kitt Peak            | Spacewatch                |
| 288917 | 2004 SY8               | 18 de setembre de 2004 | Socorro              | LINEAR                    |
| 288918 | 2004 SV9               | 16 de setembre de 2004 | Kitt Peak            | Spacewatch                |
| 288919 | 2004 SS10              | 16 de setembre de 2004 | Siding Spring        | Siding Spring Survey      |
| 288920 | 2004 SG14              | 17 de setembre de 2004 | Anderson Mesa        | LONEOS                    |
| 288921 | 2004 SQ14              | 17 de setembre de 2004 | Anderson Mesa        | LONEOS                    |
| 288922 | 2004 SE16              | 17 de setembre de 2004 | Anderson Mesa        | LONEOS                    |
| 288923 | 2004 SK17              | 17 de setembre de 2004 | Anderson Mesa        | LONEOS                    |
| 288924 | 2004 SR18              | 18 de setembre de 2004 | Socorro              | LINEAR                    |
| 288925 | 2004 SS23              | 17 de setembre de 2004 | Kitt Peak            | Spacewatch                |
| 288926 | 2004 SK25              | 21 de setembre de 2004 | Kitt Peak            | Spacewatch                |
| 288927 | 2004 SC29              | 17 de setembre de 2004 | Socorro              | LINEAR                    |
| 288928 | 2004 SN29              | 17 de setembre de 2004 | Socorro              | LINEAR                    |
| 288929 | 2004 SG31              | 17 de setembre de 2004 | Socorro              | LINEAR                    |
| 288930 | 2004 SR31              | 17 de setembre de 2004 | Socorro              | LINEAR                    |
| 288931 | 2004 SH32              | 17 de setembre de 2004 | Socorro              | LINEAR                    |
| 288932 | 2004 SJ33              | 17 de setembre de 2004 | Socorro              | LINEAR                    |
| 288933 | 2004 SR35              | 17 de setembre de 2004 | Socorro              | LINEAR                    |
| 288934 | 2004 SW35              | 17 de setembre de 2004 | Kitt Peak            | Spacewatch                |
| 288935 | 2004 SZ36              | 17 de setembre de 2004 | Kitt Peak            | Spacewatch                |
| 288936 | 2004 SF39              | 17 de setembre de 2004 | Socorro              | LINEAR                    |
| 288937 | 2004 SL42              | 18 de setembre de 2004 | Socorro              | LINEAR                    |
| 288938 | 2004 SQ42              | 18 de setembre de 2004 | Socorro              | LINEAR                    |
| 288939 | 2004 SW42              | 18 de setembre de 2004 | Socorro              | LINEAR                    |
| 288940 | 2004 SH43              | 18 de setembre de 2004 | Socorro              | LINEAR                    |
| 288941 | 2004 SP43              | 18 de setembre de 2004 | Socorro              | LINEAR                    |
| 288942 | 2004 SK46              | 18 de setembre de 2004 | Socorro              | LINEAR                    |
| 288943 | 2004 SZ49              | 22 de setembre de 2004 | Socorro              | LINEAR                    |
| 288944 | 2004 SL51              | 17 de setembre de 2004 | Socorro              | LINEAR                    |
| 288945 | 2004 SS51              | 17 de setembre de 2004 | Socorro              | LINEAR                    |
| 288946 | 2004 SB52              | 17 de setembre de 2004 | Socorro              | LINEAR                    |
| 288947 | 2004 SK52              | 18 de setembre de 2004 | Socorro              | LINEAR                    |
| 288948 | 2004 SF53              | 22 de setembre de 2004 | Socorro              | LINEAR                    |
| 288949 | 2004 SN53              | 22 de setembre de 2004 | Socorro              | LINEAR                    |
| 288950 | 2004 SA56              | 23 de setembre de 2004 | Goodricke-Pigott     | R. A. Tucker              |
| 288951 | 2004 SV60              | 17 de setembre de 2004 | Anderson Mesa        | LONEOS                    |
| 288952 | 2004 SL61              | 17 de setembre de 2004 | Anderson Mesa        | LONEOS                    |
| 288953 | 2004 TR2               | 4 d'octubre de 2004    | Kitt Peak            | Spacewatch                |
| 288954 | 2004 TT3               | 4 d'octubre de 2004    | Kitt Peak            | Spacewatch                |
| 288955 | 2004 TO6               | 2 d'octubre de 2004    | Palomar              | NEAT                      |
| 288956 | 2004 TV6               | 3 d'octubre de 2004    | Palomar              | NEAT                      |
| 288957 | 2004 TJ9               | 7 d'octubre de 2004    | Wrightwood           | J. W. Young               |
| 288958 | 2004 TE12              | 7 d'octubre de 2004    | Socorro              | LINEAR                    |
| 288959 | 2004 TJ16              | 11 d'octubre de 2004   | Moletai              | Moletai                   |
| 288960 | 2004 TN16              | 11 d'octubre de 2004   | Moletai              | K. Cernis, J. Zdanavicius |
| 288961 | 2004 TZ19              | 12 d'octubre de 2004   | Moletai              | K. Cernis, J. Zdanavicius |
| 288962 | 2004 TM23              | 4 d'octubre de 2004    | Kitt Peak            | Spacewatch                |
| 288963 | 2004 TL26              | 4 d'octubre de 2004    | Kitt Peak            | Spacewatch                |
| 288964 | 2004 TT27              | 4 d'octubre de 2004    | Kitt Peak            | Spacewatch                |
| 288965 | 2004 TX27              | 4 d'octubre de 2004    | Kitt Peak            | Spacewatch                |
| 288966 | 2004 TD28              | 4 d'octubre de 2004    | Kitt Peak            | Spacewatch                |
| 288967 | 2004 TX28              | 4 d'octubre de 2004    | Kitt Peak            | Spacewatch                |
| 288968 | 2004 TV29              | 4 d'octubre de 2004    | Kitt Peak            | Spacewatch                |
| 288969 | 2004 TP34              | 4 d'octubre de 2004    | Kitt Peak            | Spacewatch                |
| 288970 | 2004 TC38              | 4 d'octubre de 2004    | Kitt Peak            | Spacewatch                |
| 288971 | 2004 TC40              | 4 d'octubre de 2004    | Kitt Peak            | Spacewatch                |
| 288972 | 2004 TE41              | 4 d'octubre de 2004    | Anderson Mesa        | LONEOS                    |
| 288973 | 2004 TQ41              | 4 d'octubre de 2004    | Kitt Peak            | Spacewatch                |
| 288974 | 2004 TR41              | 4 d'octubre de 2004    | Kitt Peak            | Spacewatch                |
| 288975 | 2004 TK42              | 4 d'octubre de 2004    | Kitt Peak            | Spacewatch                |
| 288976 | 2004 TO42              | 4 d'octubre de 2004    | Kitt Peak            | Spacewatch                |
| 288977 | 2004 TM45              | 4 d'octubre de 2004    | Kitt Peak            | Spacewatch                |
| 288978 | 2004 TW47              | 4 d'octubre de 2004    | Kitt Peak            | Spacewatch                |
| 288979 | 2004 TY48              | 4 d'octubre de 2004    | Kitt Peak            | Spacewatch                |
| 288980 | 2004 TG49              | 4 d'octubre de 2004    | Kitt Peak            | Spacewatch                |
| 288981 | 2004 TH50              | 4 d'octubre de 2004    | Kitt Peak            | Spacewatch                |
| 288982 | 2004 TN50              | 4 d'octubre de 2004    | Kitt Peak            | Spacewatch                |
| 288983 | 2004 TN51              | 4 d'octubre de 2004    | Kitt Peak            | Spacewatch                |
| 288984 | 2004 TZ52              | 4 d'octubre de 2004    | Kitt Peak            | Spacewatch                |
| 288985 | 2004 TE54              | 4 d'octubre de 2004    | Kitt Peak            | Spacewatch                |
| 288986 | 2004 TJ54              | 4 d'octubre de 2004    | Kitt Peak            | Spacewatch                |
| 288987 | 2004 TQ55              | 4 d'octubre de 2004    | Kitt Peak            | Spacewatch                |
| 288988 | 2004 TO58              | 5 d'octubre de 2004    | Kitt Peak            | Spacewatch                |
| 288989 | 2004 TC60              | 5 d'octubre de 2004    | Anderson Mesa        | LONEOS                    |
| 288990 | 2004 TV60              | 5 d'octubre de 2004    | Anderson Mesa        | LONEOS                    |
| 288991 | 2004 TW60              | 5 d'octubre de 2004    | Anderson Mesa        | LONEOS                    |
| 288992 | 2004 TK61              | 5 d'octubre de 2004    | Anderson Mesa        | LONEOS                    |
| 288993 | 2004 TW61              | 5 d'octubre de 2004    | Anderson Mesa        | LONEOS                    |
| 288994 | 2004 TP63              | 5 d'octubre de 2004    | Kitt Peak            | Spacewatch                |
| 288995 | 2004 TY64              | 5 d'octubre de 2004    | Kitt Peak            | Spacewatch                |
| 288996 | 2004 TN66              | 5 d'octubre de 2004    | Anderson Mesa        | LONEOS                    |
| 288997 | 2004 TL67              | 5 d'octubre de 2004    | Anderson Mesa        | LONEOS                    |
| 288998 | 2004 TS67              | 5 d'octubre de 2004    | Anderson Mesa        | LONEOS                    |
| 288999 | 2004 TU67              | 5 d'octubre de 2004    | Anderson Mesa        | LONEOS                    |
| 289000 | 2004 TB71              | 6 d'octubre de 2004    | Kitt Peak            | Spacewatch                |